# 15. März
Der 15. März ist der 74. Tag des gregorianischen Kalenders (der 75. in Schaltjahren), somit bleiben 291 Tage bis zum Jahresende.
Bis zum Jahr 153 v. Chr. begann das römische Jahr am 15. März, wie sich bis heute an den Monatsnamen September, Oktober, November und Dezember ablesen lässt.

## Ereignisse

### Politik und Weltgeschehen

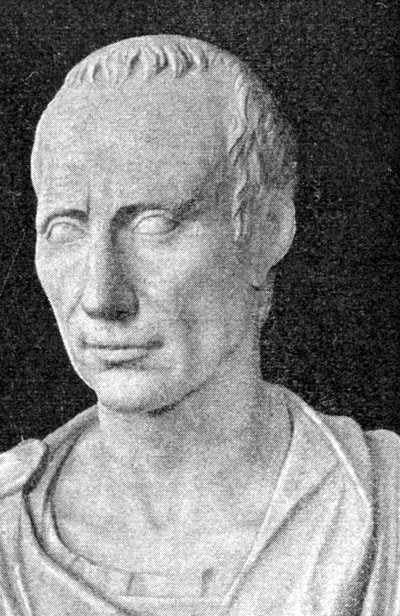
44 v. Chr.: Julius Caesar

- 0044 v. Chr.: An den Iden des März wird der römische Diktator Gaius Iulius Caesar bei einem Attentat im Theater des Pompeius in Rom ermordet. Unter der Führung von Marcus Iunius Brutus und Gaius Cassius Longinus beteiligten sich rund 60 Personen an der Verschwörung; etwa 20 sind heute namentlich bekannt. Der Senat gewährt den Mördern noch am selben Tag Amnestie.
- 0351: Der römische Kaiser Constantius II. ernennt seinen Cousin Constantius Gallus zum Caesar und überlässt ihm die Herrschaft über den Osten des Reiches. Am selben Tag heiratet Gallus Constantius’ Schwester Constantina.
- 0493: Bei einem Versöhnungsmahl in Ravenna nach der Rabenschlacht tötet der Ostgotenherrscher Theoderich seinen Rivalen Odoaker und wird damit als „Stellvertreter“ des oströmischen Kaisers Alleinherrscher in Italien.
- 0933: Der ostfränkische König Heinrich I. bezwingt in der Schlacht bei Riade an der Unstrut ein ungarisches Heer und beendet damit vorläufig die Ungarneinfälle.

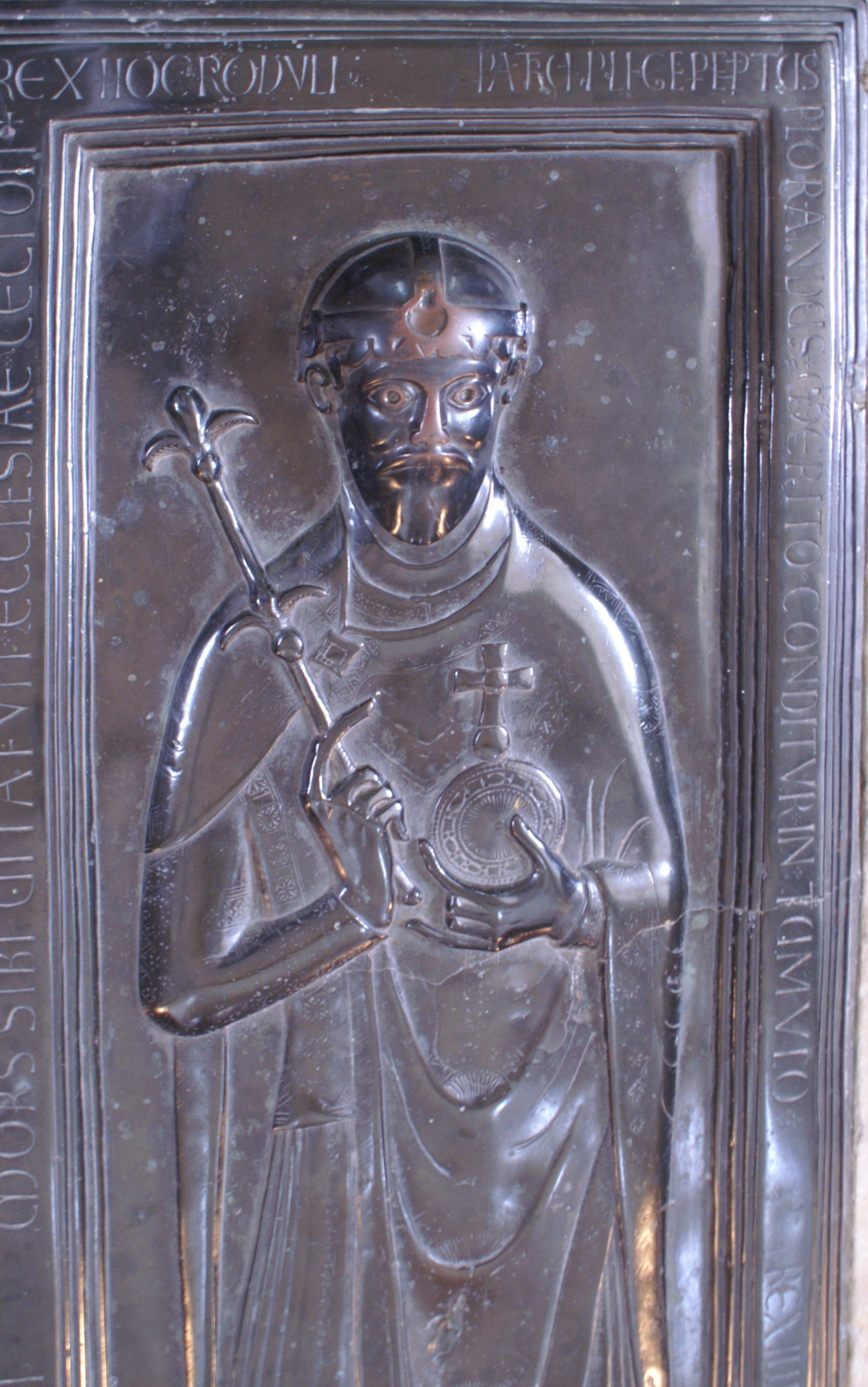
1077: Rudolf von Rheinfelden

- 1077: Der Schwabenherzog Rudolf von Rheinfelden wird im Zuge des Investiturstreits in Forchheim zum Gegenkönig von Heinrich IV. gewählt.
- 1311: In der Schlacht am Kephissos besiegt die Katalanische Kompanie den Herzog von Athen, Walter V. von Brienne, nachdem sie dessen Herzogtum von seinen Feinden befreit hat, von Walter aber um ihre Belohnung betrogen worden ist. Walter fällt, die Kompanie übernimmt die Herrschaft über das Herzogtum Athen.
- 1400: Sophie von Bayern wird zur Königin von Böhmen gekrönt. Ihr Ehemann Wenzel bleibt der Krönung fern.

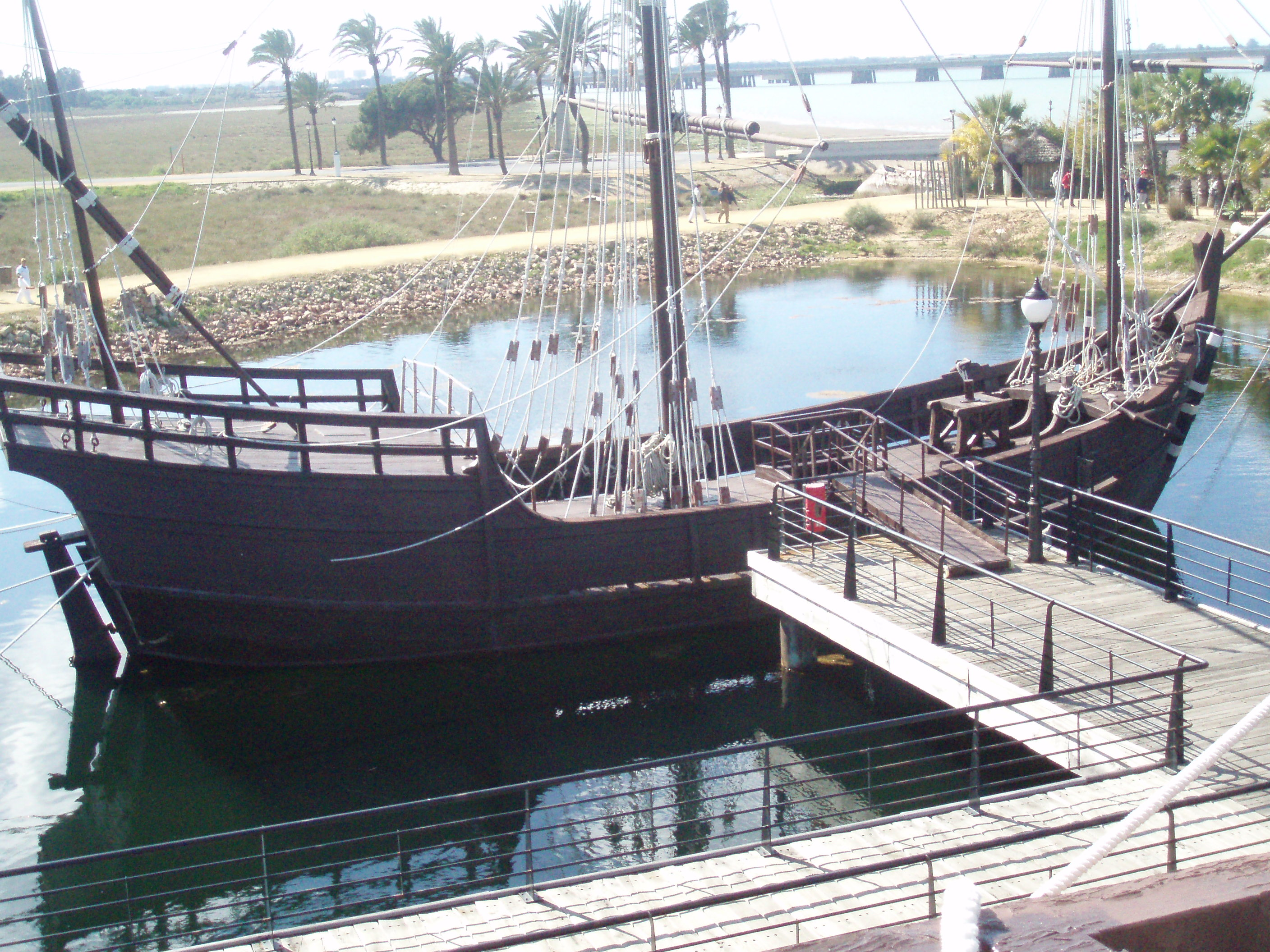
1493: Nachbildung der Niña

- 1493: Nachdem ihre beiden Karavellen Niña und Pinta auf der Rückreise von ihrer ersten Entdeckungsfahrt durch einen Sturm getrennt worden sind, erreichen Christoph Kolumbus und Martín Alonso Pinzón am selben Tag den spanischen Heimathafen Palos de la Frontera.
- 1672: Der englische König Karl II. erlässt die Erklärung zur Gewährung der Gewissensfreiheit (Royal Declaration of Indulgence), die auf Toleranz gegenüber den Katholiken des Landes abzielt. Nach Widerständen des Parlaments wird sie im Folgejahr zurückgenommen.
- 1776: South Carolina erklärt als erste nordamerikanische Kolonie seine Unabhängigkeit vom britischen Mutterland.
- 1781: Im Amerikanischen Unabhängigkeitskrieg besiegen unter großen Verlusten die von Charles Cornwallis kommandierten Briten die doppelt so große amerikanische Armee unter dem Befehl von Nathanael Greene in der Schlacht bei Guilford Court House.
- 1804: Auf Befehl Napoleon Bonapartes wird der französische Herzog Louis Antoine Henri de Bourbon-Condé, duc d’Enghien aus dem badischen Ettenheim in einem Kommandounternehmen nach Frankreich entführt. Um ein Exempel an den Bourbonen zu statuieren, wird der Herzog nach einem Schauprozess wegen angeblichen Hochverrats sechs Tage später hingerichtet.

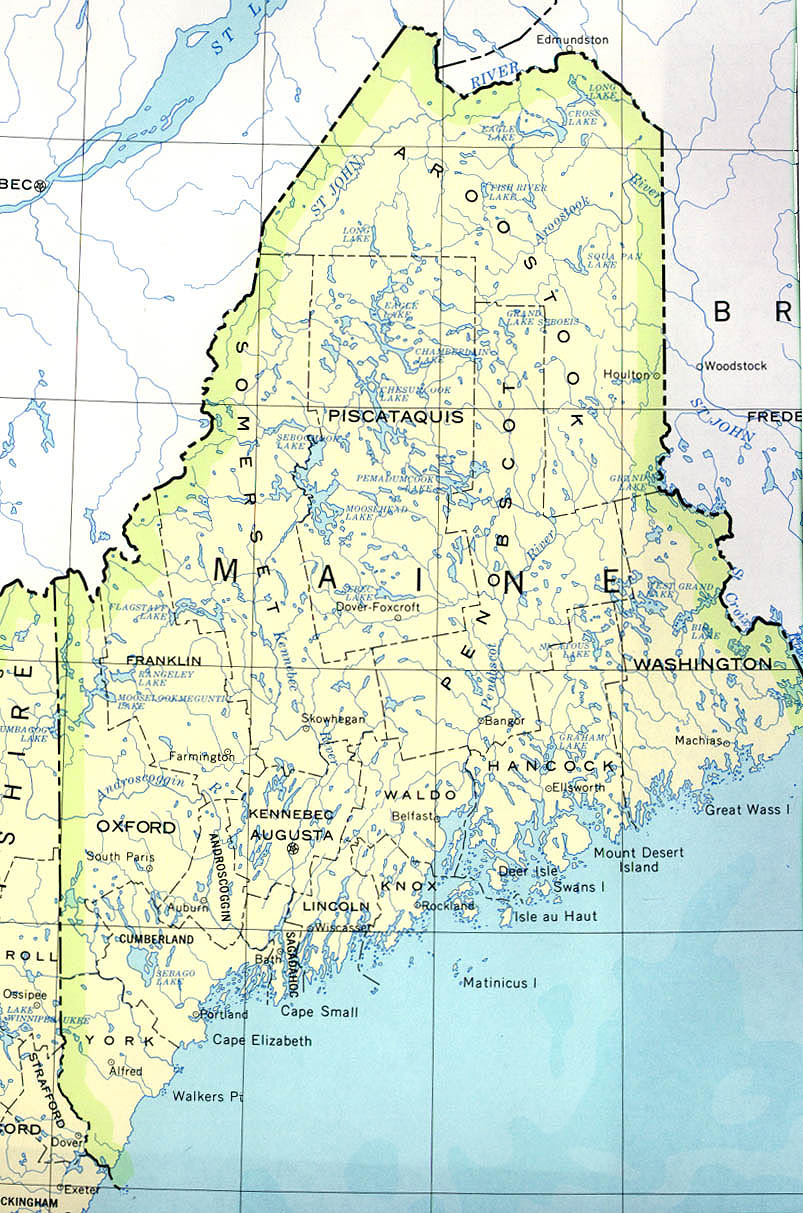
1820: Maine

- 1820: Das nach dem Missouri-Kompromiss durch Abtrennung aus dem Gebiet von Massachusetts entstandene Maine wird 23. Bundesstaat der USA.
- 1825: Friedrich Ludwig Jahn (Turnvater Jahn), seit Juli 1819 auf Grundlage der Karlsbader Beschlüsse in Haft, wird unter der Auflage, in keiner Universitäts- oder Gymnasialstadt zu wohnen, freigesprochen.

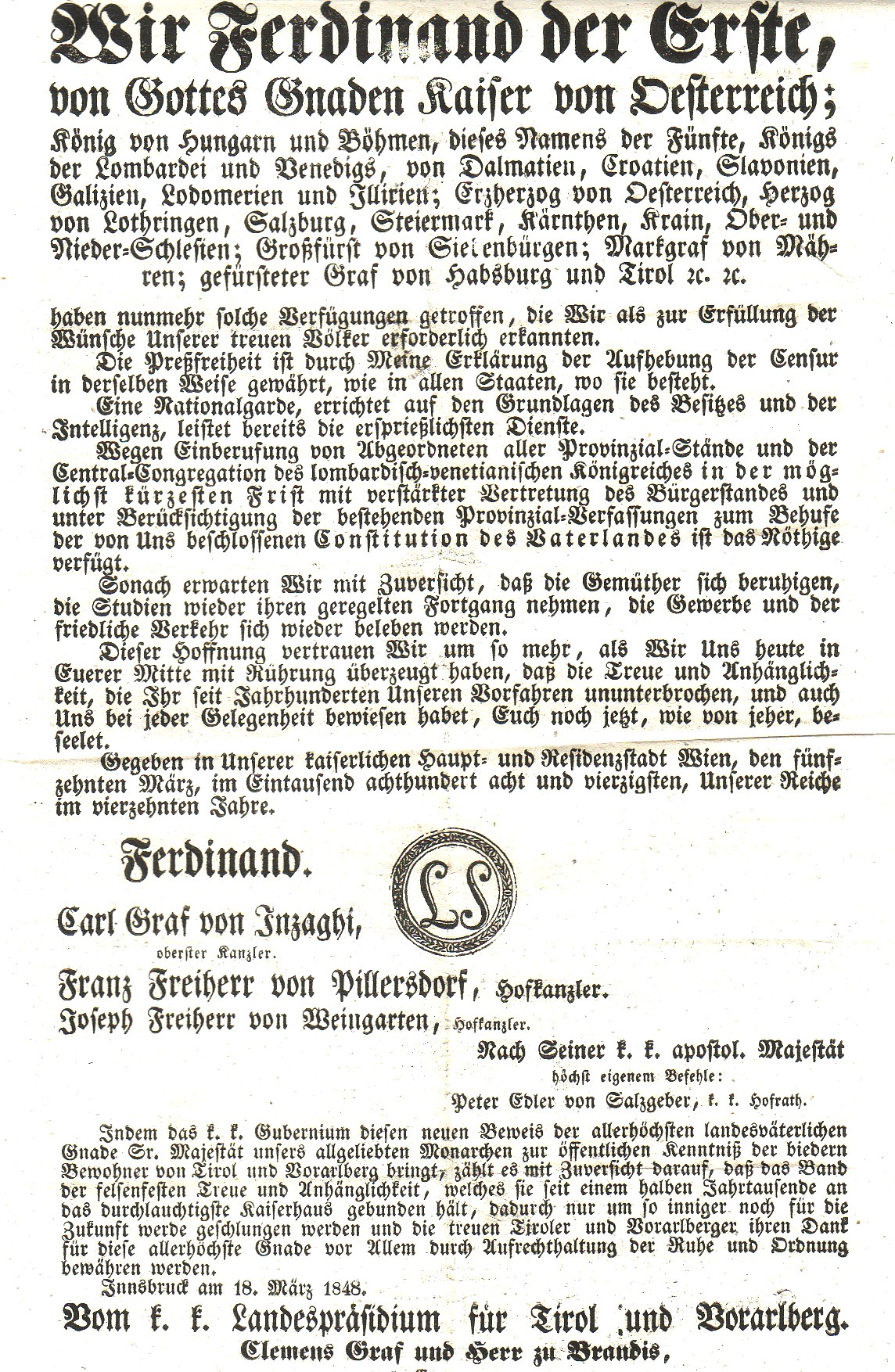
1848: Versprechen Ferdinands I.

- 1848: Im Zuge der Märzrevolution im Kaisertum Österreich verspricht Kaiser Ferdinand I. den Österreichern die Aufhebung der Pressezensur und den Erlass einer Verfassung.

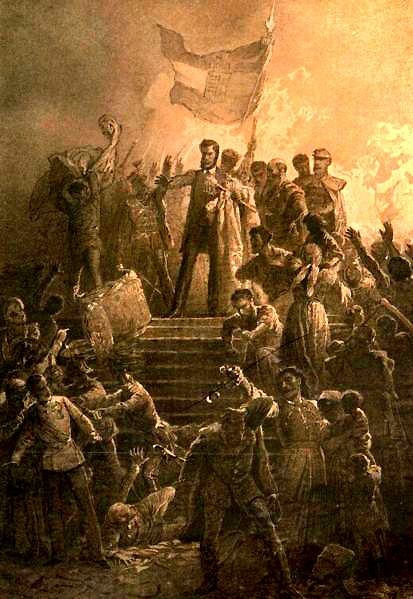
1848: Revolution in Ungarn

- 1848: Die Märzrevolution in Österreich greift auch auf Ungarn über, wo mit Revolten der einfachen Bevölkerung der Freiheitskampf gegen die österreichische Herrschaft beginnt.
- 1867: Ungarn erhält nach dem ausgehandelten Österreichisch-Ungarischen Ausgleich seine innere Autonomie. Regierungschef Graf Gyula Andrássy beeidet die Treue zu Kaiser Franz Joseph I. Damit entwickelt sich aus dem Kaisertum Österreich die „Doppelmonarchie“ Österreich-Ungarn.
- 1890: Auf Initiative Kaiser Wilhelms II. beginnt in Berlin die 1. Internationale Arbeiterschutzkonferenz unter der Leitung von Hans Hermann von Berlepsch.
- 1916: Österreich-Ungarn erklärt Portugal den Krieg.

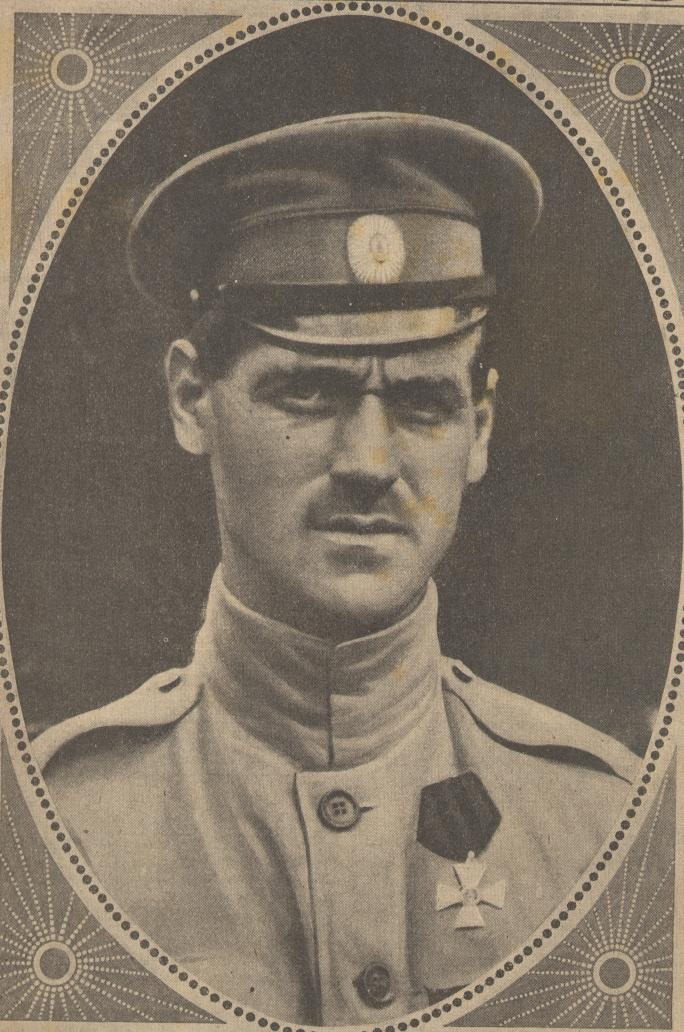
1917: Michail Alexandrowitsch Romanow

- 1917: Unter dem Druck der Februarrevolution dankt der russische Zar Nikolaus II. ab und übergibt die Herrschaft an seinen Bruder Michail Alexandrowitsch Romanow, der bereits am nächsten Tag auf den Thron verzichtet.
- 1920: Im Deutschen Reich findet als Reaktion auf den Kapp-Putsch der bislang größte Generalstreik statt. 12 Millionen Menschen folgen einem Aufruf verschiedener Organisationen und Parteien. Im Westen bricht sich der Ruhraufstand Bahn.
- 1922: Der ägyptische Sultan ruft sich als Fu'ād I. zum König von Ägypten aus. Wegen vier gravierender Vorbehalte bei Gewährung der Unabhängigkeit für das Land am Nil besteht faktisch ein britisches Protektorat geraume Zeit fort.

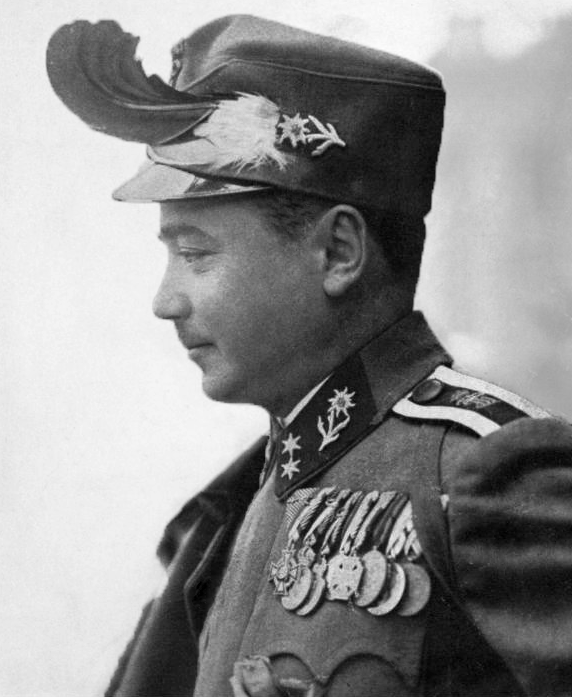
1933: Engelbert Dollfuß

- 1933: In Wien wird der Nationalrat nach der angeblichen „Selbstausschaltung des Parlaments“ von der austrofaschistischen Bundesregierung unter Engelbert Dollfuß mit Polizeigewalt am Zusammentreten gehindert. Die österreichische Republik mündet damit in den austrofaschistischen Ständestaat.
- 1933: In Württemberg wird Gauleiter Wilhelm Murr zum Staatspräsidenten gewählt.
- 1939: Truppen der deutschen Wehrmacht besetzen die restlichen Teile von Böhmen und von Mähren, die am nächsten Tag zum Reichsprotektorat Böhmen und Mähren erklärt werden. Die Tschechoslowakei hört auf zu bestehen.
- 1943: Der deutschen Wehrmacht gelingt an der Ostfront in der Schlacht um Charkow die Rückeroberung der Stadt.
- 1951: Das Bundeskriminalamt wird in Wiesbaden offiziell gegründet.
- 1958: Das Militärgeschichtliche Institut der DDR wird gegründet.
- 1969: Nach einem neuerlichen Zwischenfall am gemeinsamen Grenzfluss Ussuri kommt es dort zu erneuten Kämpfen zwischen sowjetischen und chinesischen Soldaten.
- 1991: Der am 12. September 1990 von der DDR und der Bundesrepublik Deutschland sowie Frankreich, Großbritannien, der Sowjetunion und den USA abgeschlossene Zwei-plus-Vier-Vertrag tritt in Kraft. Damit hat das wiedervereinigte Deutschland auch völkerrechtlich seine volle Souveränität wiedererlangt, nach deren Verlust 1945. Die Feindstaatenklausel der UN-Charta bleibt davon allerdings unberührt.
- 1992: In Kambodscha treffen die ersten Mitglieder der UNTAC-Mission der Vereinten Nationen ein, um vorübergehend die Verwaltung des Landes zu übernehmen.
- 1992: In Bosnien und Herzegowina werden im Zuge des Bosnienkrieges Friedenstruppen (UNPROFOR) der Vereinten Nationen stationiert.
- 1996: In Sierra Leone kann Ahmad Tejan Kabbah die ersten freien Präsidentschaftswahlen nach 23 Jahren mitten im Bürgerkrieg im zweiten Wahlgang mit fast 60 Prozent der Stimmen für sich entscheiden.
- 1999: Die Mitglieder der Europäischen Kommission um Kommissionspräsident Jacques Santer treten nach Korruptionsvorwürfen gegen Kommissarin Édith Cresson zurück. Vizepräsident Manuel Marín wird mit der Bildung einer neuen Kommission beauftragt.
- 2006: Die Generalversammlung der Vereinten Nationen beschließt im Rahmen der Reform der Vereinten Nationen auf Initiative von UN-Generalsekretär Kofi Annan mit großer Mehrheit die Einrichtung des UN-Menschenrechtsrats, der die UN-Menschenrechtskommission ablösen soll.

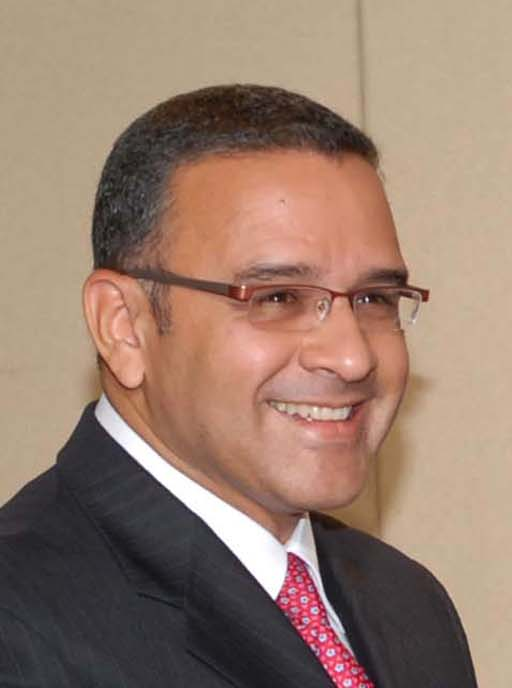
2009: Mauricio Funes

- 2009: Bei den Präsidentschaftswahlen in El Salvador kann sich mit Mauricio Funes erstmals ein Kandidat der linksgerichteten Ex-Guerilla Frente Farabundo Martí para la Liberación Nacional (FMLN) gegen Rodrigo Ávila von der langjährigen Regierungspartei Alianza Republicana Nacionalista (ARENA) durchsetzen.
- 2011: Der Bürgerkrieg in Syrien bricht aus.
- 2019: Mindestens 1,7 Millionen Schüler weltweit bleiben dem Unterricht fern, um unter dem Motto „Fridays for Future“ für besseren Klimaschutz zu demonstrieren.

### Wirtschaft
- 1867: In Österreich wird im Zahlungsverkehr die Postanweisung eingeführt.
- 1892: Jesse Reno erhält in den USA das Patent für sein schräges Förderband, den Vorgänger der Rolltreppe.

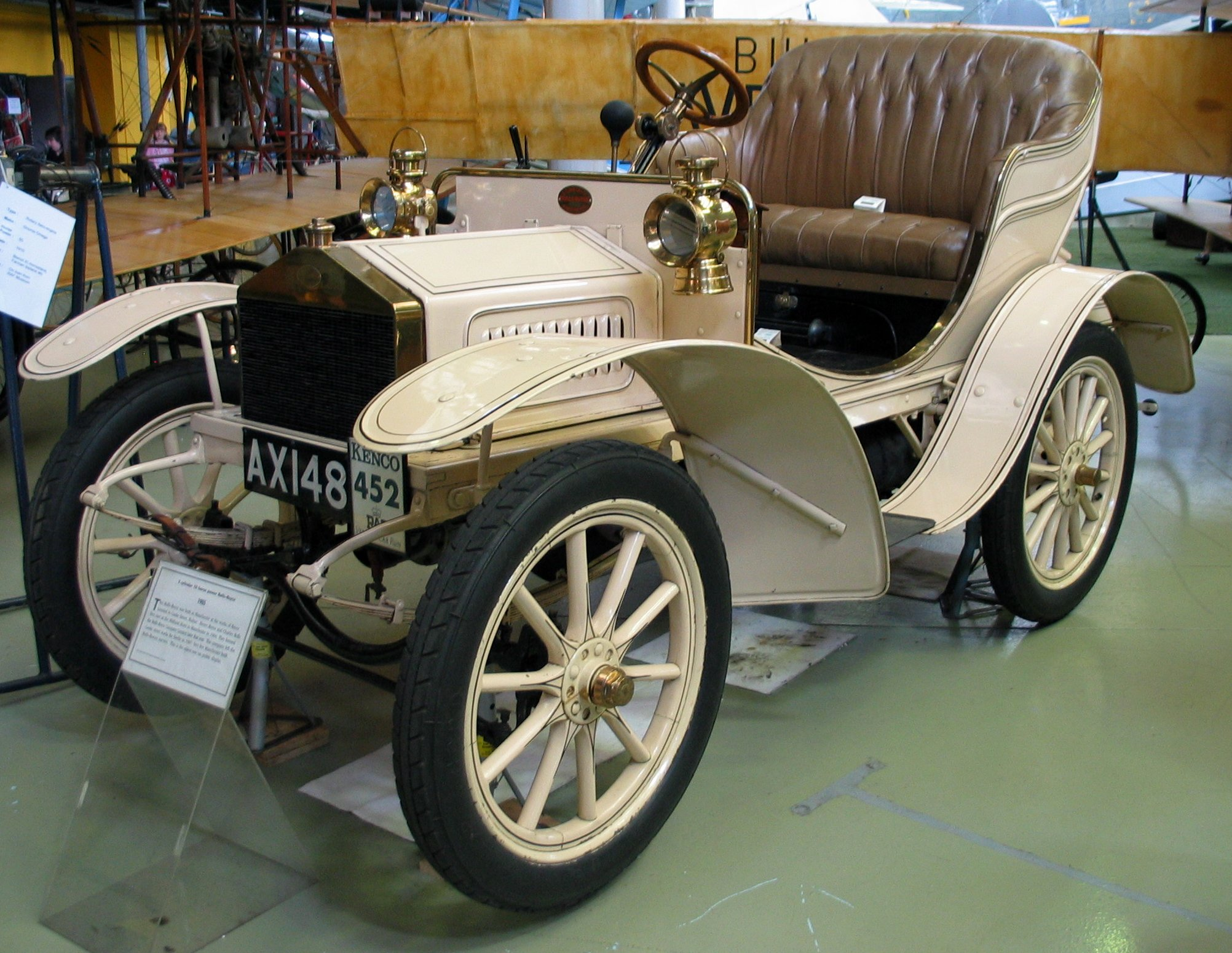
1906: Rolls-Royce

- 1906: Die zum Automobilbau entschlossenen Geschäftspartner Henry Royce und Charles Rolls lassen ihre neu gegründete Firma Rolls-Royce Limited in Manchester eintragen.
- 1909: Harry Gordon Selfridge eröffnet sein erstes Selfridges-Kaufhaus in der Londoner Oxford Street.
- 1924: In Deutschland werden die letzten Papiermark im Nennwert von fünf Billionen Mark gedruckt. Sie entsprechen nach der Währungsreform desselben Jahres fünf Rentenmark.
- 1940: Die erste Ausgabe der Wochenzeitung Das Reich erscheint, die sich in Deutschland bis 1945 zu einer der meistgelesenen Publikationen entwickelt.
- 1951: Unter Premierminister Hossein Ala beschließt das iranische Parlament die Verstaatlichung der Anglo-Persian Oil Company.
- 1961: Als erste deutsche Großstadt führt Kassel das Parken mit Parkscheiben in der Innenstadt ein.
- 1965: Das erste Restaurant von TGI Friday’s eröffnet in New York City.
- Die dänische Handelskette Jysk wird gegründet.

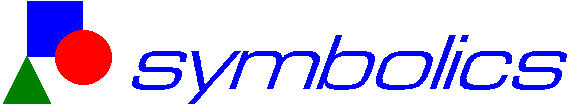
1985: Logo von Symbolics

- 1985: Das Computer-Unternehmen Symbolics lässt mit symbolics.com die erste .com-Domain in der Geschichte des Internets registrieren.
- 1993: Die Foron Hausgeräte GmbH geht mit dem zusammen mit Greenpeace und Harry Rosin entwickelten Greenfreeze, dem ersten FCKW- und FKW-freien Kühlschrank, in die Serienfertigung.
- 1996: Der niederländische Flugzeughersteller Fokker meldet Insolvenz an. Das deutsche Mutterunternehmen Daimler-Benz hatte sich im Januar vom Unternehmen getrennt.

### Wissenschaft und Technik
- 1506: Papst Julius II. genehmigt die Errichtung der Universität Viadrina in Frankfurt an der Oder.

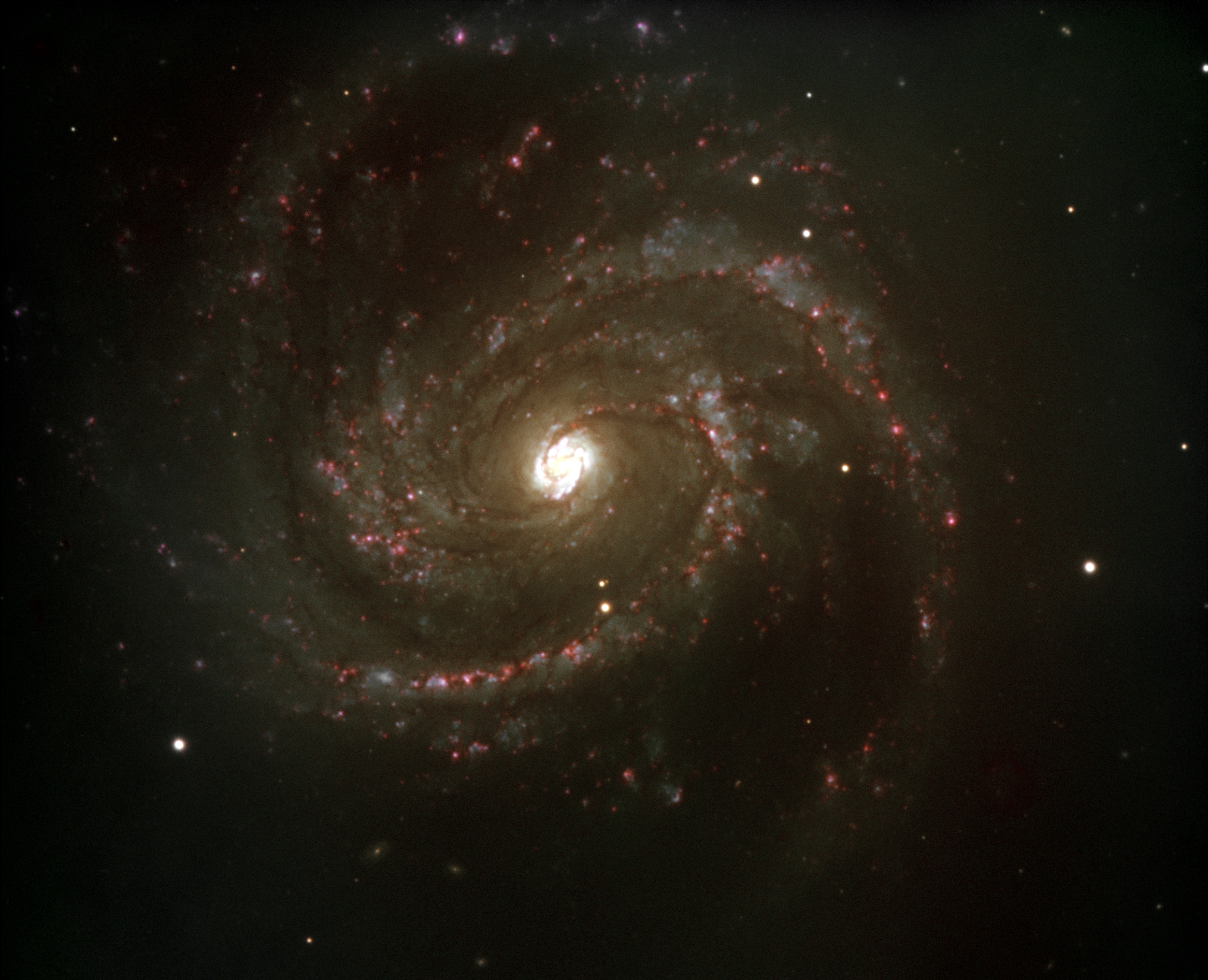
1781: Messier 100

- 1781: Der französische Astronom Pierre Méchain entdeckt die drei Spiralgalaxien Messier 98, Messier 99 und Messier 100.
- 1827: Auf Initiative des anglikanischen Bischofs von Toronto, John Strachan, wird die University of Toronto unter dem Namen King’s College at York gegründet.
- 1950: Der 1948 ausgearbeitete Kopenhagener Wellenplan zur Verteilung der Sendefrequenzen für Rundfunksender im Lang- und Mittelwellenbereich tritt in Kraft.

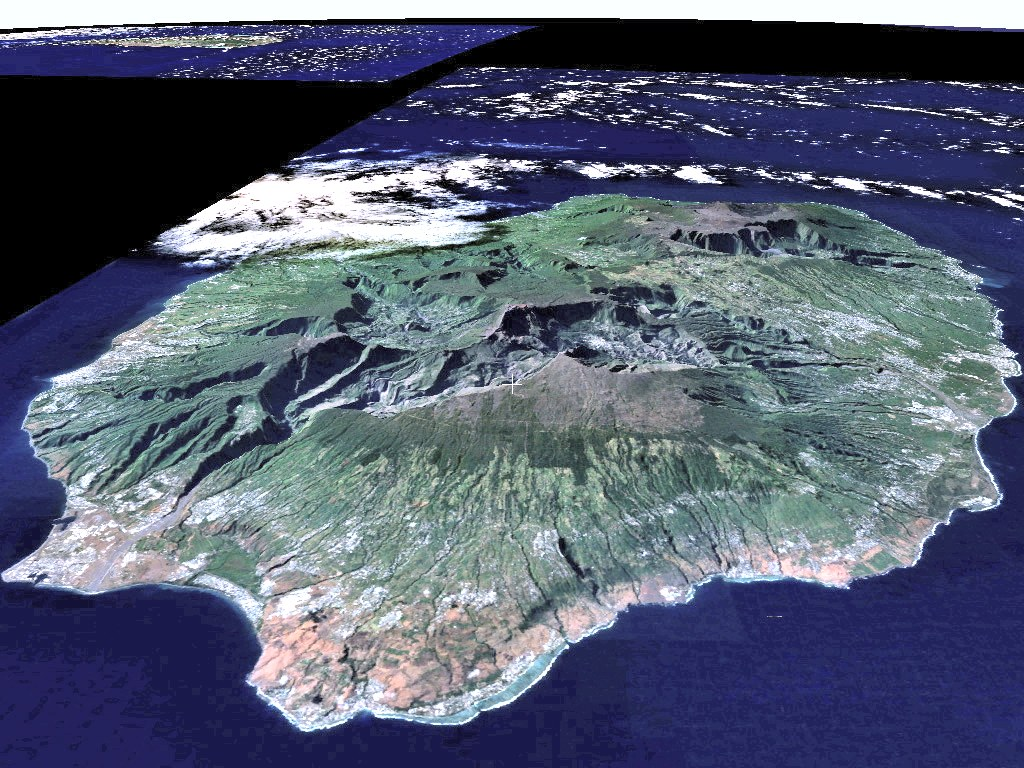
1952: Réunion

- 1952: Auf der Insel Réunion fällt die größte bisher an einem Tag gemessene Niederschlagsmenge weltweit: 1870 mm.
- 2004: Die am 14. November 2003 von Michael E. Brown, Chad Trujillo und David Lincoln Rabinowitz gemachte Entdeckung des Asteroiden Sedna, eines transneptunischen Objekts, das möglicherweise zu den Zwergplaneten zählt, wird bekanntgegeben.

### Kultur
- 1797: An der Opéra-Comique in Paris erfolgt die Uraufführung der Oper Ponce de Léon von Henri Montan Berton.
- 1843: Die Oper Charles VI von Fromental Halévy wird in Paris uraufgeführt.
- 1900: Etwa 150 deutsche Politiker, Künstler und Gelehrte unter der Führung des Schriftstellers Hermann Sudermann gründen den Goethe-Bund. Dieser richtet sich gegen die Lex Heinze, die die öffentliche Darstellung „unsittlicher“ Handlungen in Kunstwerken, Literatur und Theateraufführungen durch Zensur eliminieren will.
- 1912: Die Uraufführung der zweiaktigen Oper Das Spielwerk und die Prinzessin von Franz Schreker erfolgt an der Hofoper in Wien.
- 1950: In Philadelphia wird die Oper The Consul von Gian Carlo Menotti uraufgeführt, für die der Komponist später den Pulitzer-Preis in der Kategorie Musik erhält.
- 1956: Das Musical My Fair Lady von Frederick Loewe und Alan Jay Lerner nach dem Schauspiel Pygmalion von George Bernard Shaw wird mit Julie Andrews und Rex Harrison in den Hauptrollen im Mark Hellinger Theatre auf dem Broadway in New York uraufgeführt. Das Stück wird vom Publikum mit Begeisterung aufgenommen und bringt es in der Folge auf 2717 Aufführungen.
- 1972: Francis Ford Coppolas Spielfilm The Godfather nach dem gleichnamigen Roman von Mario Puzo mit Marlon Brando in der Hauptrolle und Al Pacino, James Caan, Robert Duvall und Diane Keaton in weiteren Rollen hat in den USA seine Uraufführung.
- 1973: Mit der Uraufführung des Erotikstreifens Liebesgrüße aus der Lederhose wird das Genre der Lederhosenfilme begründet.
- 1978: Janoschs illustriertes Kinderbuch Oh, wie schön ist Panama erscheint. 1979 erhält der Autor dafür den Deutschen Jugendliteraturpreis.

### Religion
- 1000: Kaiser Otto III. errichtet das Erzbistum Gniezno und das Bistum Breslau.

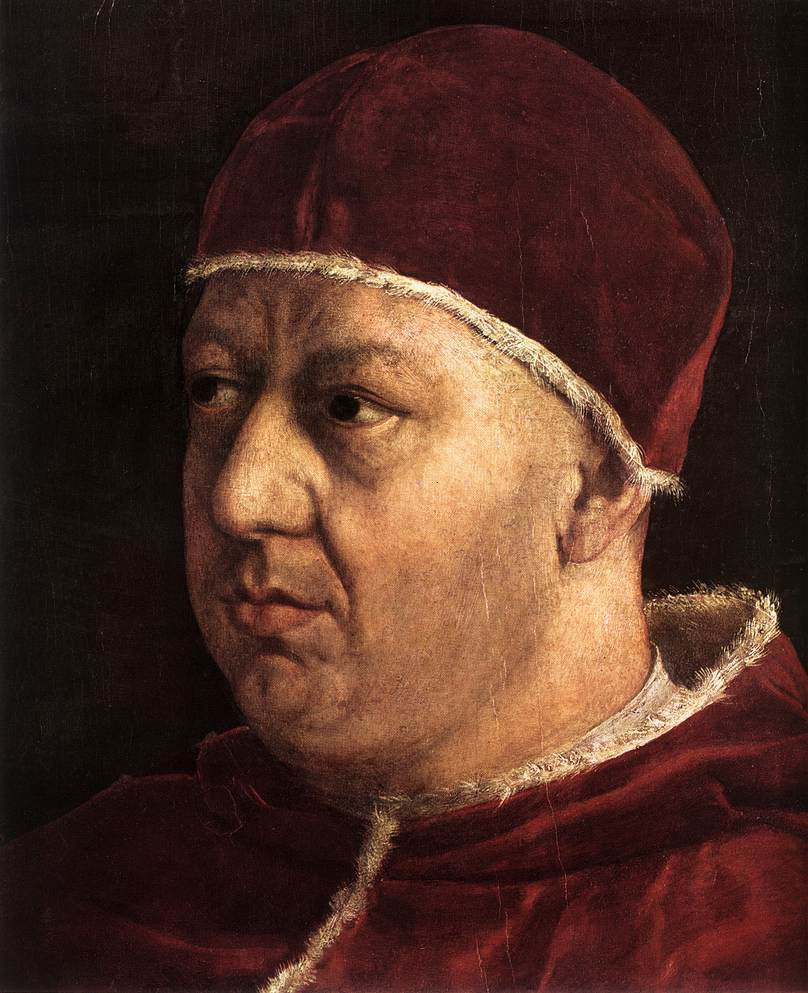
1513: Leo X.

- 1513: Da der am 11. März zum Papst gewählte Leo X. zwar Kardinal, aber kein Geistlicher ist, erfolgt vor seiner Krönung die Priesterweihe.
- 1840: Jakob Lorber vernimmt nach eigenen Angaben in sich eine Stimme, die ihn auffordert, zu schreiben. Als Schreibknecht Gottes übermittelt der Visionär Neuoffenbarungen.

### Katastrophen
- 2001: Bei Explosionen auf der Bohrplattform Petrobras 36 des brasilianischen Konzerns Petrobras vor Brasilien kommen mindestens zehn Menschen ums Leben. Die Plattform sinkt in Folge und führt zu einem Ölteppich, der allerdings aufs Meer hinaustreibt.
- 2008: In einem Lager der albanischen Armee mit alter, zu entsorgender Munition im Dorf Gërdec kommt es zu einer Serie schwerer Explosionen. 26 Personen sterben, Hunderte werden verletzt. Mehrere Hundert Gebäude werden komplett zerstört, 1500 Gebäude in einem weiten Umkreis beschädigt.
- 2019: Im neuseeländischen Christchurch tötet ein islamfeindlicher Attentäter  insgesamt 51 Menschen beim Besuch zweier Moscheen.

Kleinere Unglücksfälle sind in den Unterartikeln von Katastrophe und in der Liste von Katastrophen aufgeführt.

### Sport
- 1861: Der Vorläufer des Norwegischen Sportverbandes, die Zentralvereinigung für die Ausbreitung von Leibesübungen und Waffengebrauch, wird gegründet.
- 1877: Australien und England spielen auf dem Melbourne Cricket Ground das erste offizielle Test-Cricket-Match zweier Cricket-Nationalmannschaften.
- 1892: Nachdem der Fußballverein FC Everton den Sportplatz an der Anfield Road in Liverpool wegen der massiv erhöhten Pacht verlassen hat, gründet der Verpächter John Houlding den FC Liverpool.
- 1909: Das erste Sechstagerennen des Radsports in Europa findet in den Berliner Ausstellungshallen am Zoo statt.
- 1936: Dem Österreicher Sepp „Bubi“ Bradl gelingt im slowenischen Planica mit einer Weite von 101 m der erste erfolgreiche Skisprung über 100 m.
- 1995: Im Basketball gewinnt Alba Berlin mit dem Korać-Cup den ersten europäischen Vereinstitel einer deutschen Herrenmannschaft.

Einträge von Leichtathletik-Weltrekorden befinden sich unter der jeweiligen Disziplin unter Leichtathletik.

## Geboren

### Vor dem 18. Jahrhundert
- 1400: Guillaume Juvénal des Ursins, Kanzler von Frankreich
- 1407: Jakob I., Markgraf von Baden
- 1455: Pietro Accolti, italienischer Geistlicher, Bischof von Ancona, Maillezais, Arras, Albano, Palestrina und Sabina, Erzbischof von Ravenna, Kardinal
- 1463: Johannes Virdung, deutscher Astrologe und Autor
- 1493: Anne de Montmorency, französischer Heerführer, Herzog von Montmorency, Marschall von Frankreich
- 1504: Friedrich von Sachsen, Erbprinz des Herzogtums Sachsen
- 1513: Hedwig Jagiellonica, polnische Prinzessin, Kurfürstin von Brandenburg
- 1516: Alqas Mirza, safawidischer Prinz
- 1543: Nathan Chyträus, deutscher evangelischer Theologe, Dichter und Philologe
- 1564: Wilhelm August, Herzog von Braunschweig-Harburg
- 1611: Jan Fyt, flämischer Maler
- 1614: Franciscus Sylvius, hessisch-niederländischer Arzt, Anatom und Naturwissenschaftler
- 1637: Johann Andreas Hochstetter, lutherischer Theologe, Professor an der Eberhard Karls Universität Tübingen
- 1638: Shunzhi, Kaiser von China
- 1644: Veit Hans Schnorr von Carolsfeld, deutscher Hammer- und Blaufarbenherr
- 1660: Olof Rudbeck der Jüngere, schwedischer Anatom
- 1666: George Bähr, deutscher Baumeister des Barock (Dresdner Frauenkirche)
- 1673: Johann Christoph Müller, deutscher Kartograf und Ingenieuroffizier
- 1699: Anselm Desing, deutscher katholischer Philosoph, Historiker und Pädagoge

### 18. Jahrhundert
- 1713: Nicolas-Louis de Lacaille, französischer Astronom
- 1713: Friedrich Sinner, Schweizer Jurist und Magistrat, Schultheiss von Bern
- 1720: Philipp, Herzog von Parma, Piacenza und Guastalla
- 1724: Stefano Ittar, polnischer Architekt
- 1737: Amarindra, thailändische Königin
- 1738: Cesare Beccaria, italienischer Rechtsphilosoph
- 1757: René Maugé, französischer Zoologe und Tiersammler
- 1763: Georg Ludwig Collins, deutscher evangelischer Geistlicher
- 1763: James Wilson, erster Hersteller von Globen in den Vereinigten Staaten
- 1766: Thomas W. Thompson, US-amerikanischer Politiker, Mitglied des Repräsentantenhauses, Senator

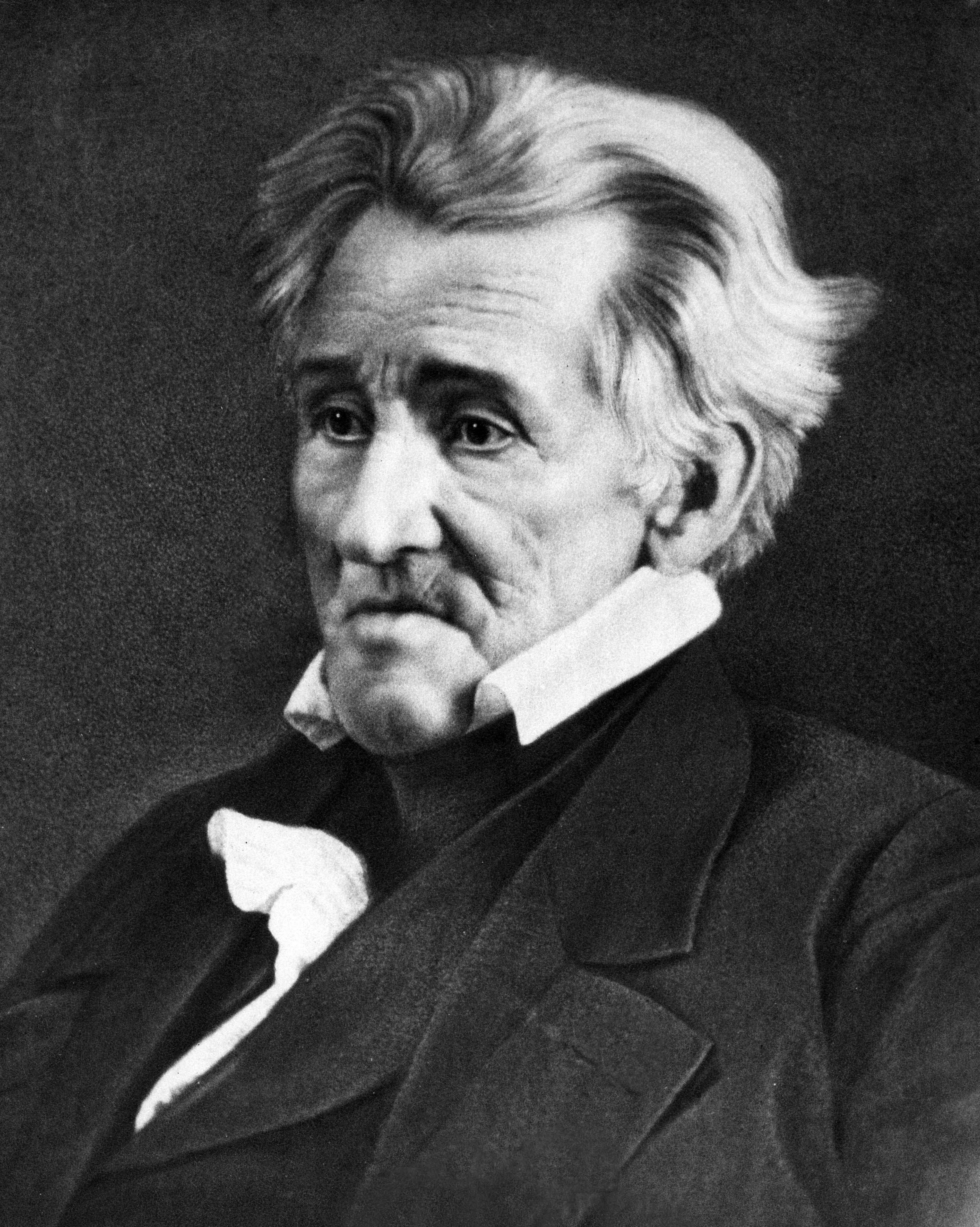
Andrew Jackson (* 1767)

- 1767: Andrew Jackson, US-amerikanischer General und Politiker, Senator, Staatspräsident, Gründer der Demokratischen Partei
- 1768: Maria Anna Czartoryska, polnische Schriftstellerin
- 1773: François René Gebauer, französischer Komponist und Dirigent
- 1777: Lea Mendelssohn Bartholdy, deutsche Pianistin, Musik- und Kulturförderin
- 1779: William Lamb, 2. Viscount Melbourne, britischer Adliger und Politiker, Minister, Premierminister
- 1789: Albrecht Rudolf von Wattenwyl, Schweizer Offizier in französischen Diensten, Baron de l’Empire, Ritter der Ehrenlegion
- 1790: Friedrich Wilhelm von Rauch, preußischer Generalleutnant
- 1790: Nicola Vaccai, italienischer Komponist
- 1792: Virginie Ancelot, französische Schriftstellerin und Malerin
- 1794: Friedrich Christian Diez, deutscher Romanist
- 1794: Felician Martin von Zaremba, russischer Diplomat, Prediger und Missionar
- 1796: Carl Christian Ullmann, deutscher Theologe, Prälat der Evangelischen Landeskirche in Baden
- 1800: Hans Kaspar Grob, Schweizer evangelischer Geistlicher

### 19. Jahrhundert

#### 1801–1850

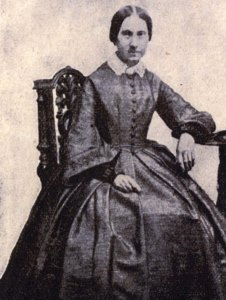
Amalie Baader (* 1806)

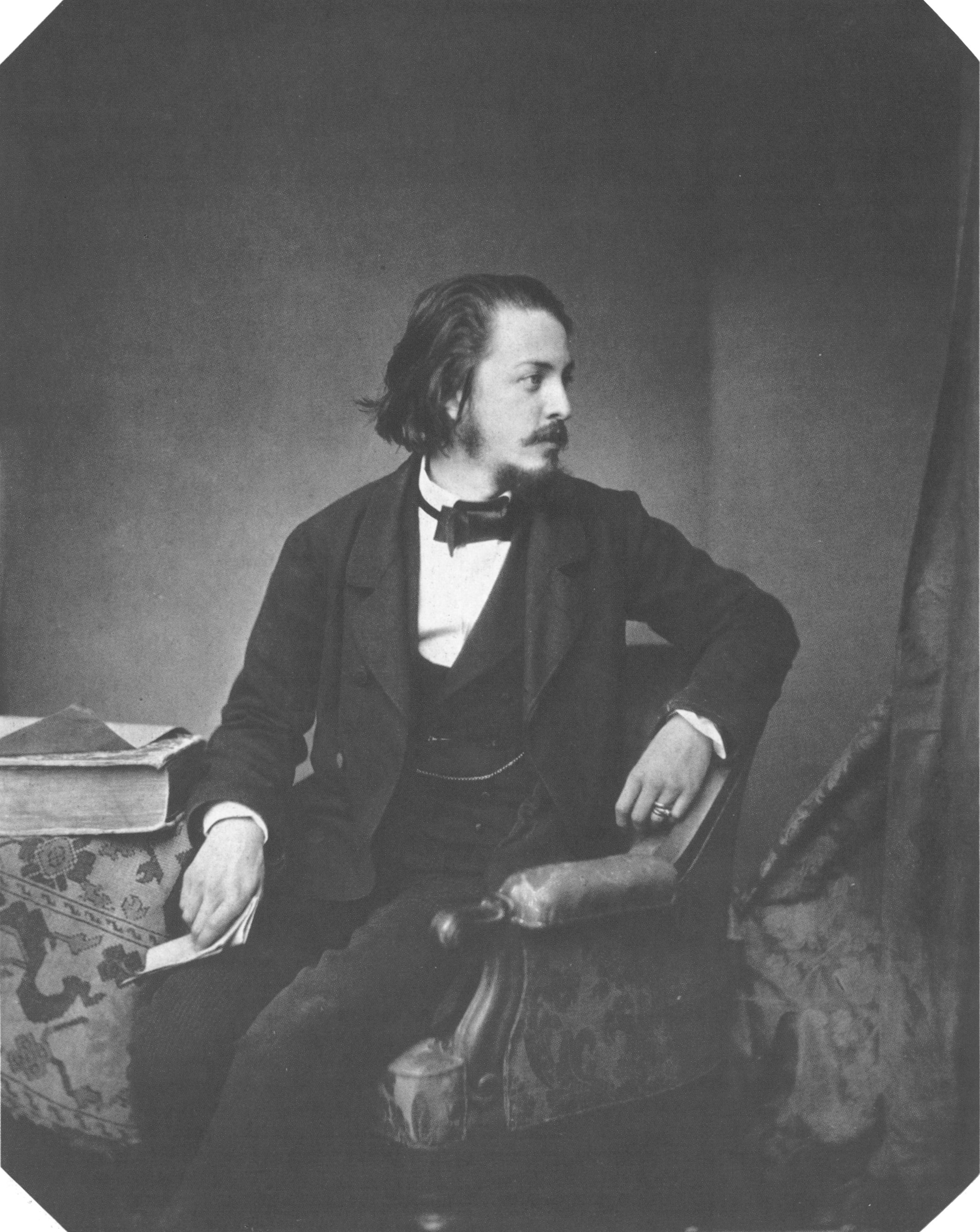
Paul Heyse (* 1830)

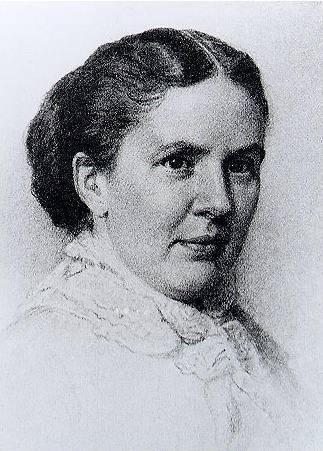
Alice Fletcher. (* 1838)

- 1801: Coenraad J. van Houten, niederländischer Apotheker und Chemiker
- 1804: Georgiana Huntly McCrae, schottisch-australische Malerin und Tagebuchschreiberin
- 1806: Amalie Baader, deutsche Schriftstellerin und Vereinsgründerin
- 1809: Joseph Aigner, Tiroler Orgelbauer
- 1809: William Cannon, US-amerikanischer Politiker, Gouverneur von Delaware
- 1809: Karl Joseph von Hefele, deutscher Kirchenhistoriker und Bischof
- 1809: Joseph Jenkins Roberts, Gouverneur sowie erster Präsident von Liberia
- 1810: Jakob Becker, deutscher Maler, Radierer und Lithograf
- 1812: James Hopkins Adams, US-amerikanischer Politiker, Gouverneur von South Carolina
- 1817: Franziska Möllinger, Schweizer Daguerreotypistin
- 1821: Josef Loschmidt, österreichischer Physiker und Chemiker
- 1821: Rudolph Reichmann, deutsch-amerikanischer Zeitungsverleger
- 1824: Jules Chevalier, französischer Priester und Autor
- 1825: Aníbal Pinto Garmendia, chilenischer Politiker, Staatspräsident
- 1830: Victor Chéri, französischer Komponist und Dirigent
- 1830: Paul Heyse, deutscher Schriftsteller und Nobelpreisträger
- 1830: Élisée Reclus, französischer Geograf und Anarchist
- 1830: William Ferguson Slemons, US-amerikanischer Politiker
- 1831: Harald Asplund, schwedischer Ingenieur
- 1831: Daniele Comboni, italienischer Priester und Ordensgründer
- 1835: Eduard Strauß, österreichischer Komponist und Kapellmeister
- 1837: Célestine Galli-Marié, französische Opernsängerin
- 1838: Karl Juljewitsch Dawidow, russischer Komponist und Dirigent
- 1838: Alice Fletcher, US-amerikanische Ethnologin
- 1840: Frieda Andreae, deutsche Schriftstellerin
- 1841: Friedrich Krafft von Crailsheim, bayerischer Jurist und Politiker, Minister
- 1841: Bernhard Heisterbergk, deutscher Althistoriker und Klassischer Philologe
- 1843: Ernst Buss, Schweizer Geistlicher
- 1845: Chapman Levy Anderson, US-amerikanischer Jurist und Politiker, Mitglied des Repräsentantenhauses
- 1848: Franz Schauerte, deutscher Priester und Autor

#### 1851–1900

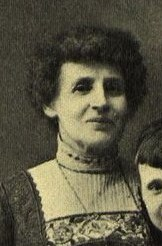
Carolina Michaëlis de Vasconcelos (* 1851)

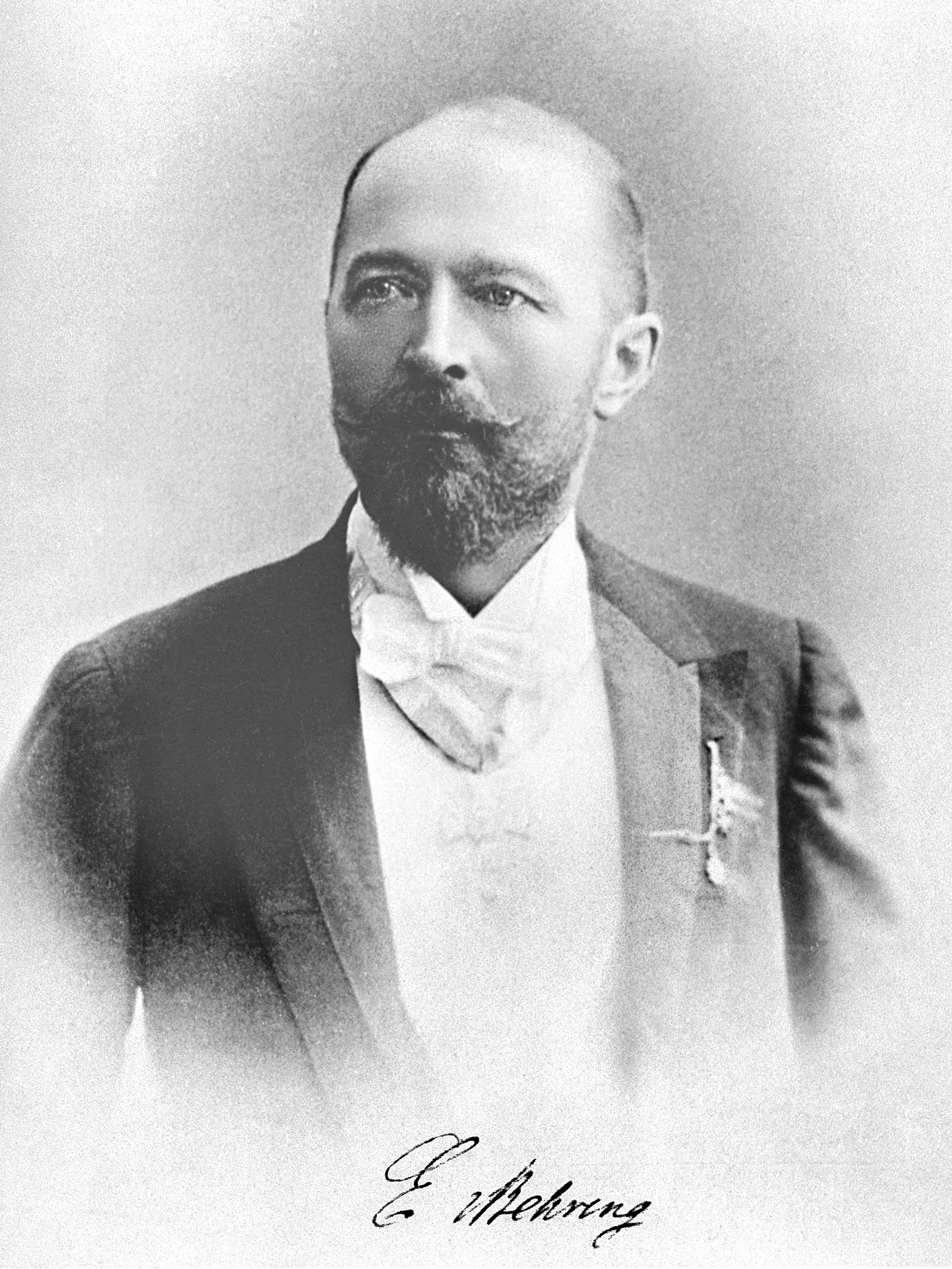
Emil von Behring (* 1854)

- 1851ː Carolina Michaëlis de Vasconcelos, deutsch-portugiesische Romanistin und ordentliche Professorin, erste Professorin Portugals
- 1854: Emil von Behring, deutscher Bakteriologe und Serologe, erster Nobelpreisträger für Physiologie und Medizin (Serumtherapie gegen Diphtherie)
- 1854: Isidor Petschek, deutschböhmischer Unternehmer
- 1856: Achille Locatelli, italienischer Priester, vatikanischer Diplomat, Kardinal
- 1856: Ludwig Troske, deutscher Ingenieur und Professor
- 1857: Ishbel Maria Hamilton-Gordon, schottische Sozialreformerin und Frauenrechtlerin
- 1864: Johan Halvorsen, norwegischer Komponist und Dirigent
- 1864: Leslie Stuart, englischer Komponist
- 1867: Georg Jauss, deutscher Landschaftsmaler
- 1868: Lida Gustava Heymann, deutsch-schweizerische Frauenrechtlerin
- 1868: Grace Chisholm Young, englische Mathematikerin
- 1869: John H. Bieling, US-amerikanischer Sänger
- 1869: Stanisław Wojciechowski, polnischer Politiker, Staatspräsident
- 1871: Constantin Argetoianu, rumänischer Diplomat und Politiker
- 1873: Georgi Schagunow, bulgarischer Komponist
- 1874: Wilhelm Altendorf, deutscher Konstrukteur und Maschinenbauer
- 1875: Henri Ghéon, französischer Schriftsteller
- 1875: Georg Graf, deutscher Orientalist
- 1876: Kambara Ariake, japanischer Schriftsteller
- 1876ː Alma Auswald-Heller, österreichische Schriftstellerin und Malerin
- 1876: Tiburcio Carías Andino, honduranischer Politiker, Staatspräsident
- 1877: Malcolm Whitman, US-amerikanischer Tennisspieler
- 1878: Reza Schah Pahlavi, iranischer General und Politiker, Minister, Premierminister und Schah von Persien

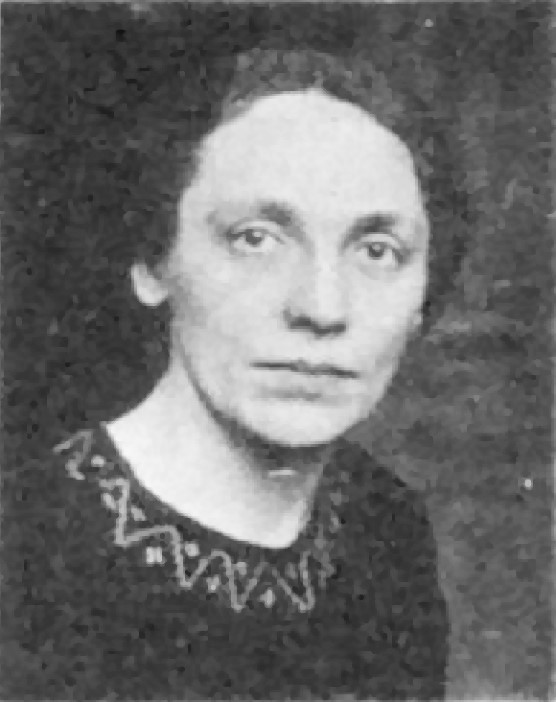
Marie Juchacz (* 1879)

- 1879: Marie Juchacz, deutsche Sozialreformerin und Frauenrechtlerin
- 1880: Joseph Lecacheux, französischer Politiker
- 1880: Pierre Maillon, französischer Automobilrennfahrer
- 1880: José da Costa Nunes, portugiesischer Priester und Missionar, Erzbischof von Goa in Indien, Kurienkardinal
- 1881: Ignatz Waghalter, polnisch-deutscher Komponist und Dirigent
- 1882: Gustav Havemann, deutscher Violinist
- 1882: James Lightbody, US-amerikanischer Leichtathlet, Olympiasieger
- 1884: Céliny Chailley-Richez, französische Pianistin und Musikpädagogin
- 1884: Walter Layton, 1. Baron Layton, britischer Zeitungsverleger und Nationalökonom
- 1885: Sydney Chaplin, britischer Schauspieler, Bruder Charlie Chaplins
- 1886: Wladimir Andrejewitsch Faworski, russischer Künstler
- 1886: Gerda Wegener, dänische Illustratorin und Malerin
- 1887: Hermann Schönleiter, deutscher Böttcher, Parteisekretär, Mitglied des Hannoverschen Provinziallandtages und Widerstandskämpfer gegen die Nationalsozialisten
- 1888: Ludmilla Schollar, russische Balletttänzerin
- 1889: Gerard Anderson, britischer Hürdenläufer
- 1889: Hattie Carnegie, US-amerikanische Schmuck- und Modedesignerin
- 1890: Ignacio Asúnsolo, mexikanischer Bildhauer
- 1890: Eduard Hoesch, österreichischer Kameramann und Filmproduzent

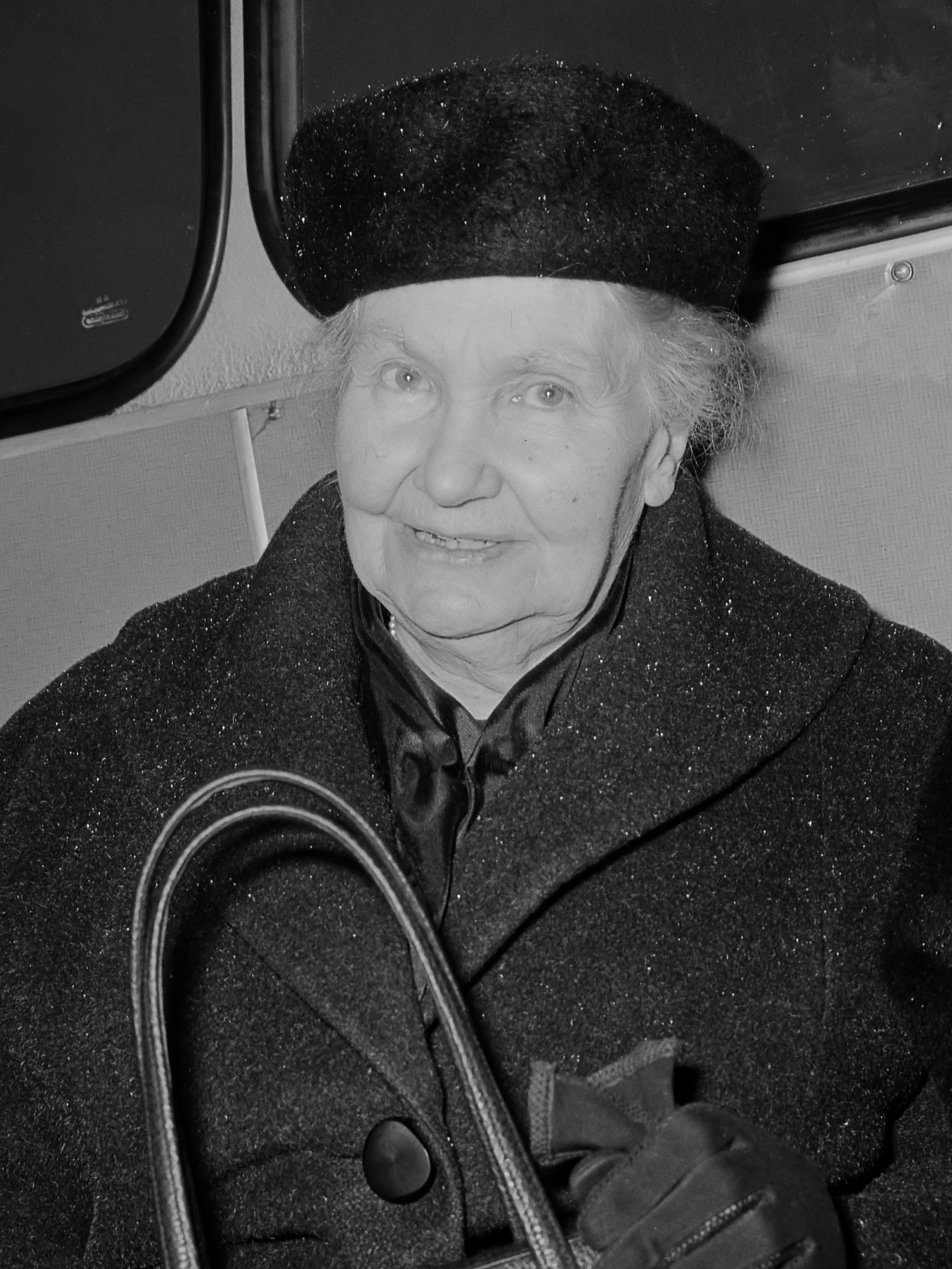
Gertrud Kurz (* 1890)

- 1890: Gertrud Kurz, Gründerin und Leiterin eines Schweizer Flüchtlingshilfswerkes
- 1890: Joseph Neuhäuser, deutscher Komponist
- 1890: Wilhelm Petersen, deutscher Komponist
- 1891: Ferruccio Ferrazzi, italienischer Maler und Bildhauer
- 1891: Heinrich Ochsner, deutscher Philosoph und Verlagslektor
- 1892: Charles Nungesser, französischer Jagdflieger im Ersten Weltkrieg
- 1894: Vilmos Aba-Novák, ungarischer Maler
- 1894: Sláva Vorlová, tschechische Pianistin, Dirigentin und Komponistin
- 1895: Albert Finck, deutscher Politiker, MdL, Landesminister
- 1895: Enrico Marone Cinzano, italienischer Unternehmer und Fußballfunktionär
- 1896: Carl Adloff, deutscher Tischtennisfunktionär
- 1896: Paula Jordan, deutsche Buchillustratorin, Autorin und Malerin
- 1897: Jackson Scholz, US-amerikanischer Leichtathlet, Olympiasieger
- 1899: Ernst Simon, israelischer Religionsphilosoph, Pädagoge und Historiker
- 1900: Gilberto Freyre, brasilianischer Soziologe und Anthropologe
- 1900: Charlotte Kramm, deutsche Schauspielerin
- 1900: Colin McPhee, kanadischer Komponist
- 1900: Ernst Neufert, deutscher Architekt, Bauhauslehrer, Autor der Bauentwurfslehre
- 1900: Wolfgang Schadewaldt, deutscher Altphilologe
- 1900: Fritz Walter, deutscher Sportfunktionär

### 20. Jahrhundert

#### 1901–1925
- 1901: Ida Ahlers, Theaterschauspielerin und Opernsängerin
- 1901: Erwin Balzer, deutscher Geistlicher, Bischof von Lübeck
- 1901: Erich Fiedler, deutscher Schauspieler
- 1901: Theo Uden Masman, niederländischer Pianist und Journalist
- 1901: Charles Schlewer, französischer Ruderer
- 1903: Emmy Damerius-Koenen, deutsche Journalistin, Mitgründerin des Demokratischen Frauenbunds Deutschlands der DDR
- 1903: Robert Kühner, französischer Mykologe
- 1904: Brunolf Baade, deutscher Ingenieur und Flugzeugkonstrukteur (Strahlverkehrsflugzeug 152)
- 1904: Fritz Berendsen, deutscher Offizier und Politiker, MdB
- 1904: George Brent, US-amerikanischer Filmschauspieler
- 1905: Alexander Schenk Graf von Stauffenberg, deutscher Althistoriker

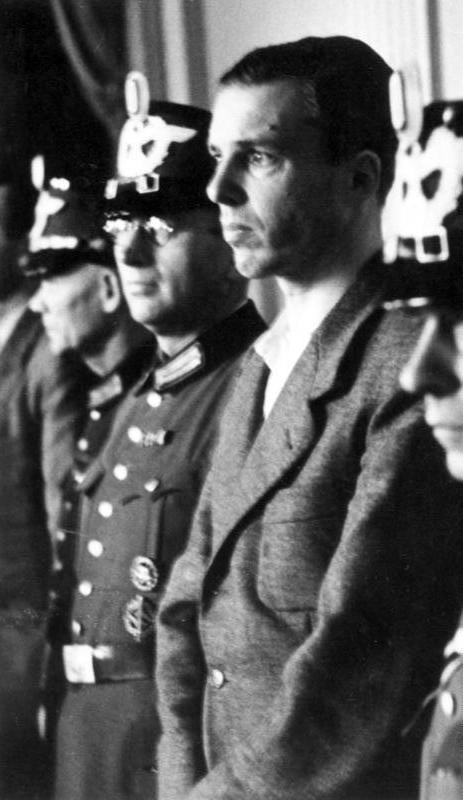
Berthold Schenk Graf v. Stauffenberg (* 1905)

- 1905: Berthold Schenk Graf von Stauffenberg, deutscher Jurist, Widerstandskämpfer des 20. Juli 1944
- 1906: Ferdinand Haberl, deutscher Theologe, Komponist, Musikwissenschaftler, Organist und Chorleiter
- 1906: Leonid Fjodorowitsch Iljitschow, sowjetischer Diplomat und Politiker
- 1906: Henry Tröndle, deutscher Radsportler
- 1907: Zarah Leander, schwedische Schauspielerin und Sängerin
- 1907: Jimmy McPartland, US-amerikanischer Jazz-Kornettist
- 1908: Teodoro Fuchs, argentinischer Dirigent und Musikpädagoge
- 1908: Thure von Uexküll, Begründer der psychosomatischen Medizin
- 1908: Irma Weiland, deutsche Malerin

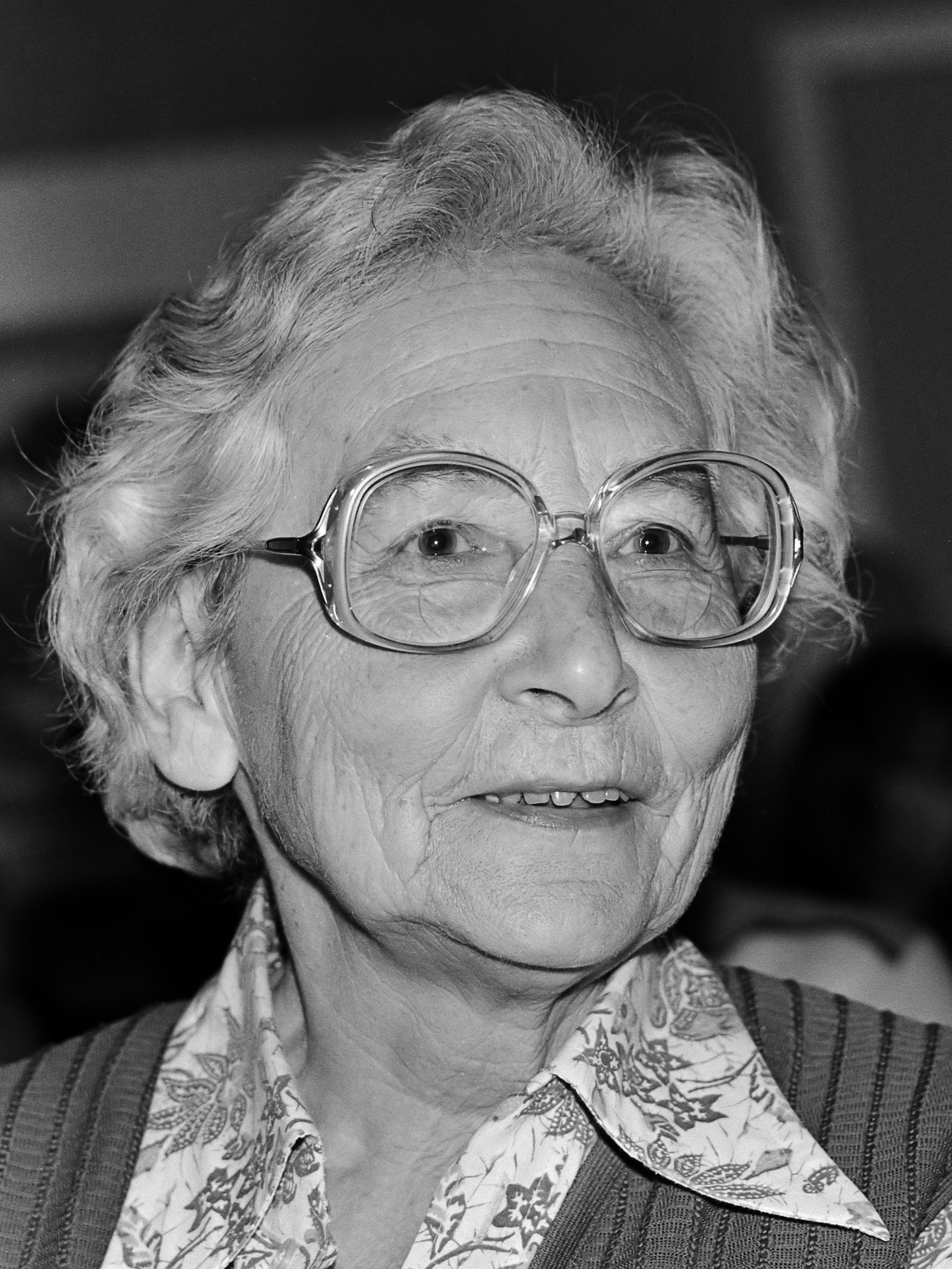
An Rutgers (* 1910)

- 1910: An Rutgers, niederländische Schriftstellerin
- 1911: Wilhelm Mohnke, deutscher General der SS und Waffen-SS
- 1912: Louis Paul Boon, belgisch-flämischer Schriftsteller und Journalist
- 1912: Lightnin’ Hopkins, US-amerikanischer Blues-Sänger und -Gitarrist
- 1912: Leopold Schmidt, österreichischer Volkskundler, Kulturwissenschaftler und Erzählforscher
- 1913: Jack Fairman, britischer Automobilrennfahrer
- 1913: Franz Ronneberger, deutscher Kommunikationswissenschaftler
- 1914: Paul Arlt, US-amerikanischer Cartoonist und Maler
- 1914: Gil Elvgren, US-amerikanischer Pin-Up- und Werbe-Zeichner
- 1915: Khadr Sayed El Touni, ägyptischer Gewichtheber, Olympiasieger, Weltmeister
- 1915: Traute Foresti, österreichische Lyrikerin
- 1915: Heinrich List, deutscher Jurist, Präsident des Bundesfinanzhofs
- 1915: Walter Peitgen, deutscher Kommunalpolitiker
- 1916: Charley Brock, US-amerikanischer American-Football-Spieler
- 1916: Gomikawa Jumpei, japanischer Schriftsteller
- 1916: Harry James, US-amerikanischer Musiker
- 1916: Prudence Hero Napier, britische Primatologin
- 1916: Blas de Otero, spanischer Lyriker
- 1917: Elfie Mayerhofer, österreichische Filmschauspielerin und Sängerin
- 1918: Carol Adams, US-amerikanische Tänzerin und Schauspielerin
- 1919: George Avakian, US-amerikanischer Musikproduzent
- 1920: Edward Donnall Thomas, US-amerikanischer Mediziner, Nobelpreisträger

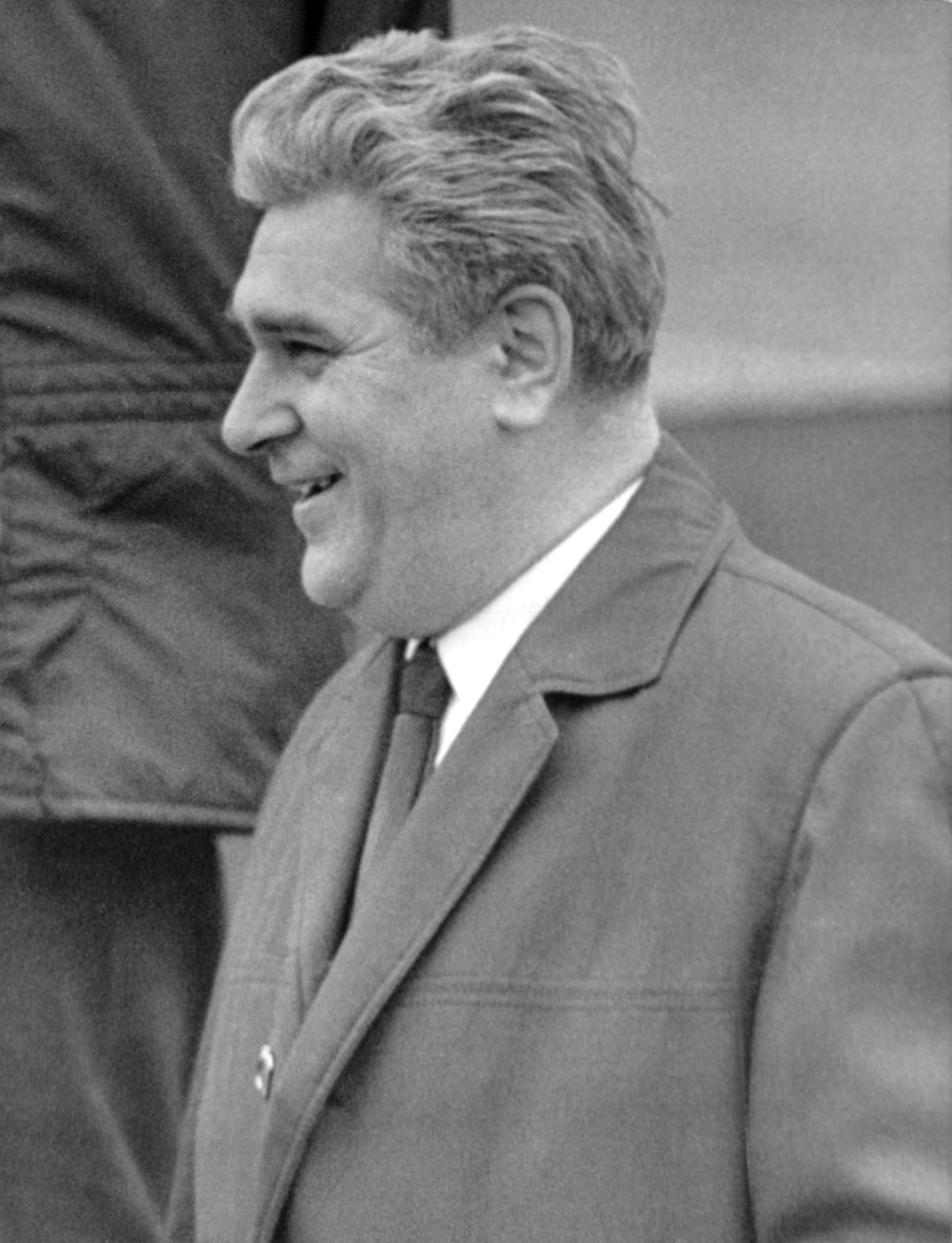
N. J. Lehmann (* 1921)

- 1921: Nikolaus Joachim Lehmann, deutscher Informatiker in der DDR
- 1922: Karl-Otto Apel, deutscher Philosoph
- 1922: Horst Wendlandt, deutscher Filmproduzent
- 1923: Willy Semmelrogge, deutscher Schauspieler
- 1923: Guy Troy, US-amerikanischer Moderner Fünfkämpfer
- 1924: Aldo Andreotti, italienischer Mathematiker
- 1924: Bernhard von Arx, schweizerischer Schriftsteller
- 1924: Walter Gotell, deutscher Schauspieler
- 1925ː Anneliese Kerler, deutsche Landwirtin und Senatorin (Bayern)
- 1925: Claus Weyrosta, deutscher Architekt und Politiker, MdL
- 1925: Werner Wolf, deutscher Musikwissenschaftler

#### 1926–1950
- 1926: Henry Adefope, nigerianischer Offizier, Politiker und Sportfunktionär, Minister
- 1926: Wilhelm Noll, deutscher Motorradrennfahrer
- 1927ː Else Breen, norwegische Autorin
- 1927: Al Herman, US-amerikanischer Automobilrennfahrer
- 1927: Carl Smith, US-amerikanischer Countrysänger
- 1927: Hanns Joachim Friedrichs, deutscher Nachrichtensprecher, Fernsehjournalist und -moderator (Tagesthemen)
- 1927: Rüdiger Klessmann, deutscher Kunsthistoriker
- 1927: Aaron Rosand, US-amerikanischer Geiger und Musikpädagoge
- 1928: Manfred Bochmann, deutscher Politiker und Parteifunktionär, Minister für Geologie der DDR
- 1928: Nicolas Flagello, US-amerikanischer Komponist
- 1928: Gerhard Thieme, deutscher Bildhauer und Medailleur

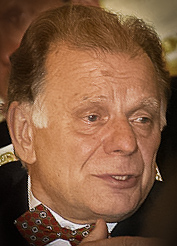
Schores Alfjorow (* 1930)

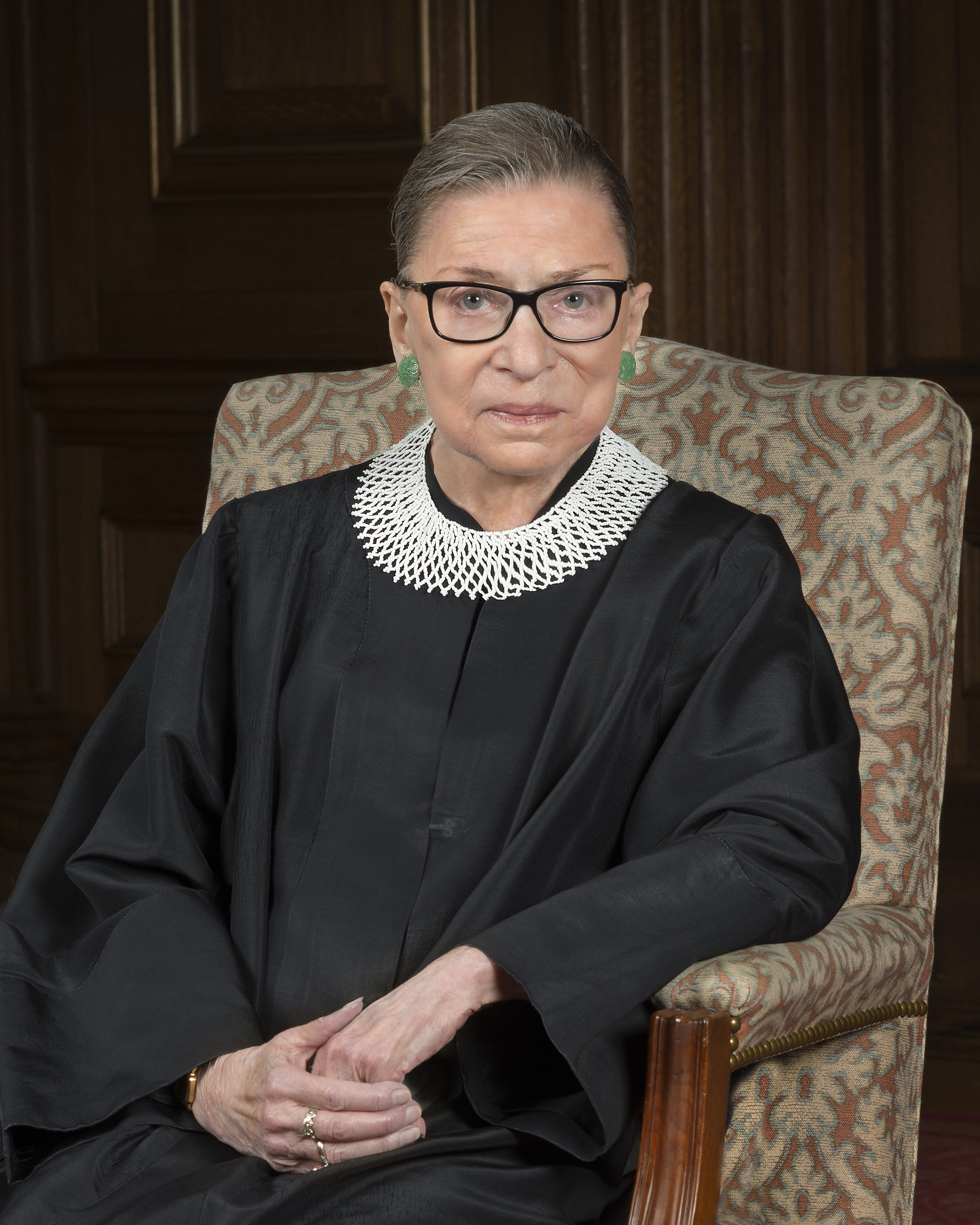
Ruth Bader Ginsburg (* 1933)

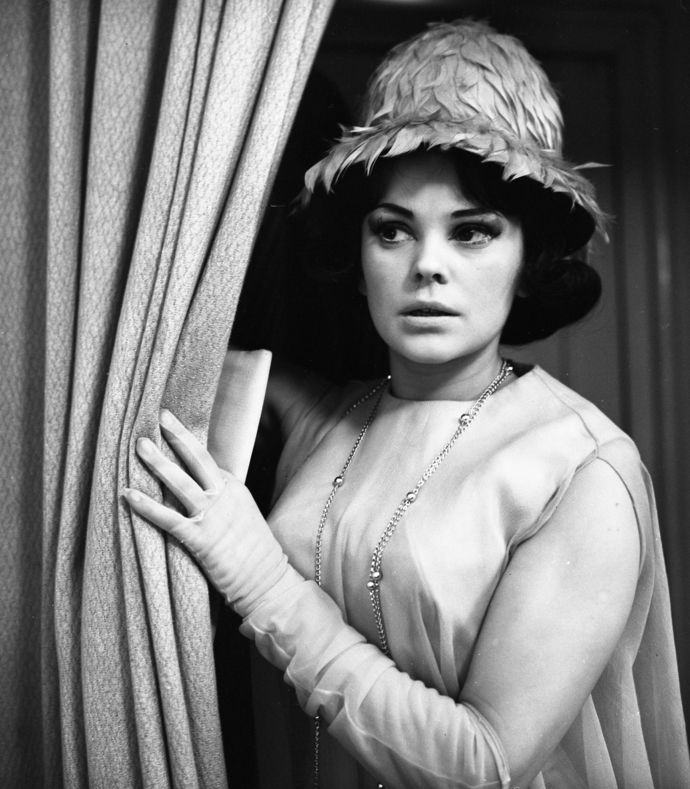
Doris Abeßer (* 1935)

- 1930: Schores Iwanowitsch Alfjorow, russischer Physiker, Elektrotechniker und Energiewissenschaftler, Nobelpreisträger
- 1930: Alba Arnova, italienische Ballerina und Filmschauspielerin
- 1930: Andreas Okopenko, österreichischer Schriftsteller
- 1931: Dominic Joseph Fontana, US-amerikanischer Musiker
- 1931: Bernhard Schrader, deutscher Chemiker, Pionier der experimentellen Molekülspektroskopie für die chemische Analytik
- 1932: Alan LaVern Bean, US-amerikanischer Astronaut
- 1932: Jerzy Hoffman, polnischer Filmregisseur
- 1932: Albert Pütz, deutscher Jurist und Schriftsteller
- 1933: Philippe de Broca, französischer Filmregisseur
- 1933: Ruth Bader Ginsburg, US-amerikanische Juristin, Beisitzende Richterin am Supreme Court
- 1933: Hossein Mollaghasemi, iranischer Ringer
- 1934: Wolfgang Hufschmidt, deutscher Komponist und Kirchenmusiker
- 1934: Wolf Krisch, deutscher Politiker, MdL
- 1934: Hermann Josef Schieffer, deutscher Mediziner
- 1935: Doris Abeßer, deutsche Schauspielerin, Hörspiel- und Synchronsprecherin
- 1935: Daithí Mac Aindriú, irischer Politiker, Minister
- 1936: Francisco Ibáñez, spanischer Comiczeichner
- 1937: Niele Toroni, Schweizer Maler
- 1938: Dieter Hömig, deutscher Jurist, Richter am Bundesverwaltungs- und -verfassungsgericht
- 1938: Charles Lloyd, US-amerikanischer Freejazz-Pionier
- 1938: Jürgen Schweinebraden, deutscher Galerist und Publizist
- 1939: Carlos Rodríguez, venezolanischer Boxer
- 1940: Hans Hirschmüller, deutscher Autor, Regisseur und Schauspieler
- 1940: Jacques Hustin, belgischer Sänger
- 1940: Phil Lesh, US-amerikanischer Musiker
- 1940: Peter Schellenberg, Direktor des Schweizer Fernsehens
- 1940: Roland Schmider, deutscher Fußballfunktionär
- 1941: Gudrun Brüne, deutsche Malerin
- 1941: Jean-Louis Lafosse, französischer Automobilrennfahrer
- 1941: Wilfried Hiller, deutscher Komponist
- 1941: Mike Love, US-amerikanischer Sänger
- 1942: Klaus Buß, deutscher Politiker, Landesminister, MdL
- 1942: Jacques Henry, französischer Rallyefahrer
- 1942: Emöke Pöstenyi, ungarische Tänzerin und Choreographin

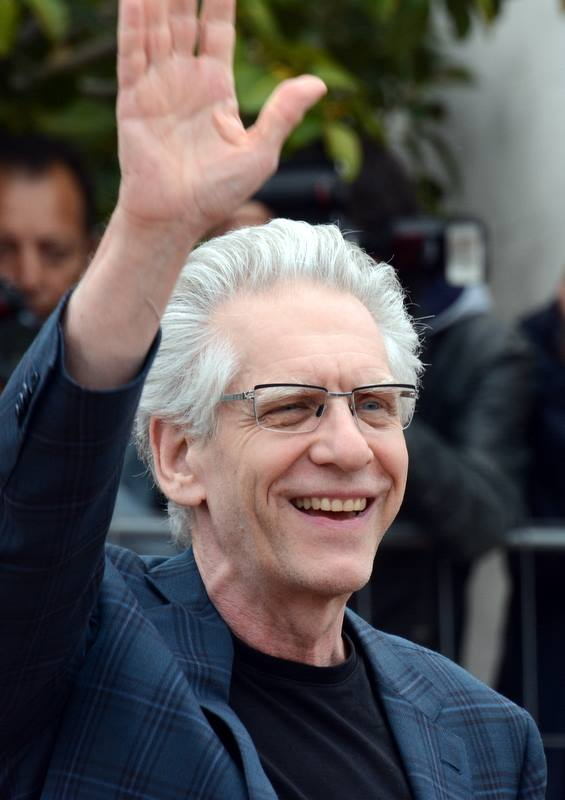
David Cronenberg (* 1943)

- 1943: David Cronenberg, kanadischer Regisseur
- 1943: Brenda Scott, US-amerikanische Schauspielerin
- 1943: Sly Stone, US-amerikanischer Funk-Rock-Sänger
- 1943: Frank Wiegand, deutscher Schwimmer, Europameister, Olympiamedaillengewinner
- 1944: Günther Bahr, österreichischer Hörfunkmoderator
- 1944: Chi Cheng, taiwanesische Leichtathletin, Olympiamedaillengewinnerin
- 1944: Emmerich Danzer, österreichischer Eiskunstläufer
- 1944: Elmar Ferber, deutscher Filmemacher, Autor und Verleger
- 1944: Josef Joffe, deutscher Journalist, Publizist, Verleger und Dozent, Chefredakteur und Mitherausgeber (Die Zeit)
- 1944: Joachim Kühn, deutscher Jazzpianist
- 1944: Klaus-Jürgen Melullis, deutscher Rechtswissenschaftler, Richter am Bundesgerichtshof
- 1944: Elisabeth Plessen, deutsche Schriftstellerin und Übersetzerin
- 1945: Volker Kröning, deutscher Politiker, MdBB, Senator, MdB
- 1945: Walter Adams, deutscher Leichtathlet, Europameister
- 1946: Mahir Çayan, türkischer Straftäter, Gründer einer Untergrundorganisation
- 1947: Rolf Ackermann, deutscher Fußballspieler
- 1947: Jean Carn, US-amerikanische Sängerin
- 1947: Ry Cooder, US-amerikanischer Gitarrist, Komponist und Produzent
- 1947: Federico Peña, US-amerikanischer Politiker, Verkehrs- und Energieminister
- 1947: Luis Rodríguez, venezolanischer Boxer
- 1947: Franz Schuh, österreichischer Schriftsteller und Essayist
- 1948: David Albahari, jugoslawisch-serbischer Schriftsteller
- 1948: Elsbeth Arlt,  deutsche Künstlerin

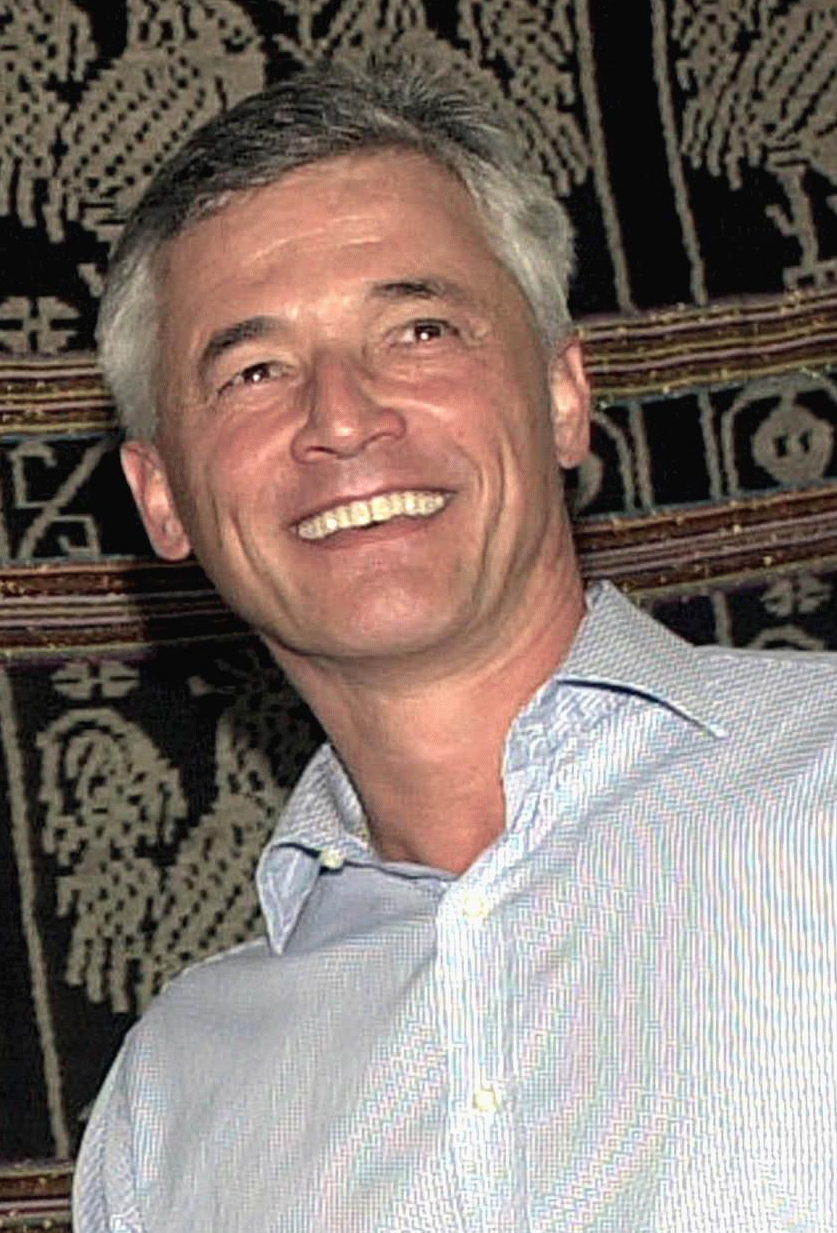
Sérgio Vieira de Mello (* 1948)

- 1948: Sérgio Vieira de Mello, brasilianischer UN-Nothilfekoordinator, Sonderbeauftragter, Hoher Kommissar für Menschenrechte
- 1948: Gerhard Seyfried, deutscher Karikaturist und Schriftsteller
- 1949: Gholam Reza Aghazadeh, iranischer Politiker, Minister
- 1949: Thomas Jordan, deutscher Leichtathlet, Europameister
- 1949: Bernd Nickel, deutscher Fußballspieler
- 1950: Kurt Koch, Schweizer Priester und Theologe, Bischof von Basel, Kardinal
- 1950: Manfred Nelting, deutscher Arzt und Schriftsteller

#### 1951–1975
- 1951: Margarete Jäger, deutsche Sprachwissenschaftlerin
- 1951: Jürgen Mlynek, deutscher Physiker, Universitätspräsident, Präsident der Helmholtz-Gemeinschaft
- 1952: Willy Puchner, österreichischer Künstler

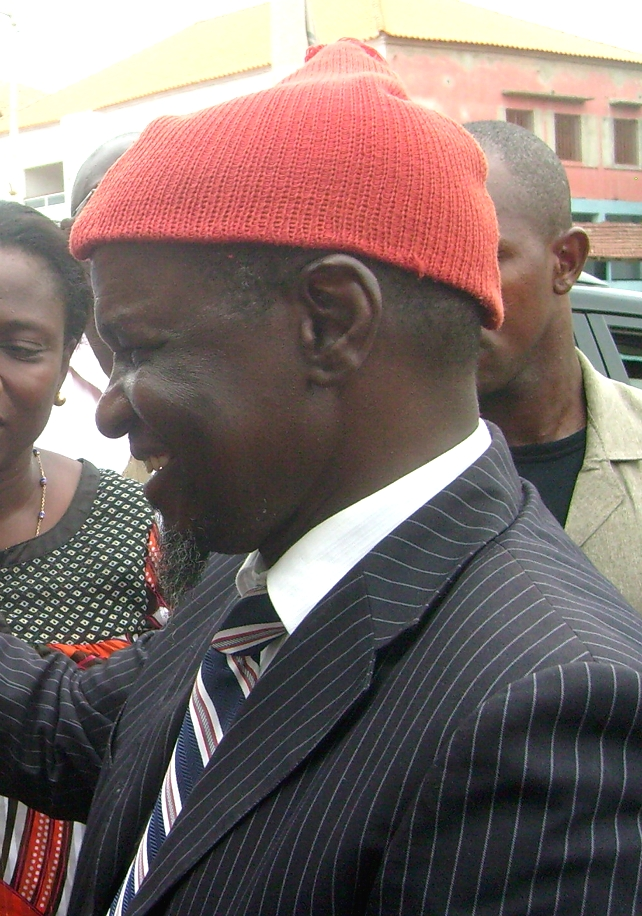
Kumba Ialá (* 1953)

- 1953: Kumba Ialá, Präsident von Guinea-Bissau
- 1953: Karl Heinrich Wüthrich, Schweizer Jurist
- 1954: Benjamin Bierman, US-amerikanischer Komponist, Musikpädagoge, Trompeter und Bandleader
- 1954: Massimo Bubola, italienischer Cantaurore und Musikproduzent
- 1954: Werner Büttner, deutscher Maler
- 1954: Walter Döring, deutscher Politiker
- 1955ː Corinne Allal, israelische Rockmusikerin
- 1955: Stéphane Clavier, französischer Regisseur
- 1955: Yanji I, japanische Schriftstellerin
- 1955: Dee Snider, US-amerikanischer Sänger
- 1955: Reiner Witte, deutscher Jurist und Handballspieler
- 1956: Kurt Drawert, deutscher Schriftsteller
- 1956: Frank-Peter Hansen, deutscher Schriftsteller
- 1956: Marcus Kuhl, deutscher Eishockey-Spieler und -Manager
- 1956: Marco Serafini, luxemburgischer Fernsehregisseur
- 1956: Waltraud Wolff, deutsche Politikerin, MdB
- 1956: Paramanga Ernest Yonli, Premierminister von Burkina Faso

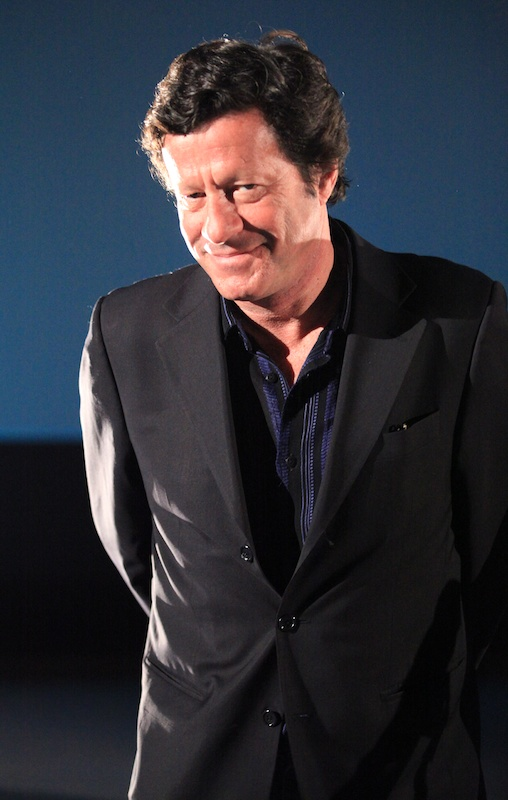
Joaquim de Almeida (* 1957)

- 1957: Joaquim de Almeida, portugiesisch-US-amerikanischer Schauspieler
- 1957: Juan José Ibarretxe, spanischer Politiker
- 1957: Göran Johansson, schwedischer Ruderer
- 1957: Kevin Tarte, US-amerikanischer Sänger
- 1957: Park Overall,  US-amerikanische Schauspielerin
- 1958: Marie-Luise Angerer, österreichische Medien- und Kulturwissenschaftlerin
- 1958: Peter Hertel, deutscher Großmeister im Fernschach
- 1958: Klaus-Armin Nave, deutscher Molekular- und Neurobiologe
- 1958: Ralf Walter, deutscher Politiker, MdB, MdEP
- 1958: Wolfgang Schuster, deutscher Kommunalpolitiker
- 1959: Peter Ablinger, österreichischer Komponist
- 1959: Renny Harlin, finnischer Filmregisseur und Produzent
- 1959: Fabio Lanzoni, italienisches Model und Filmschauspieler

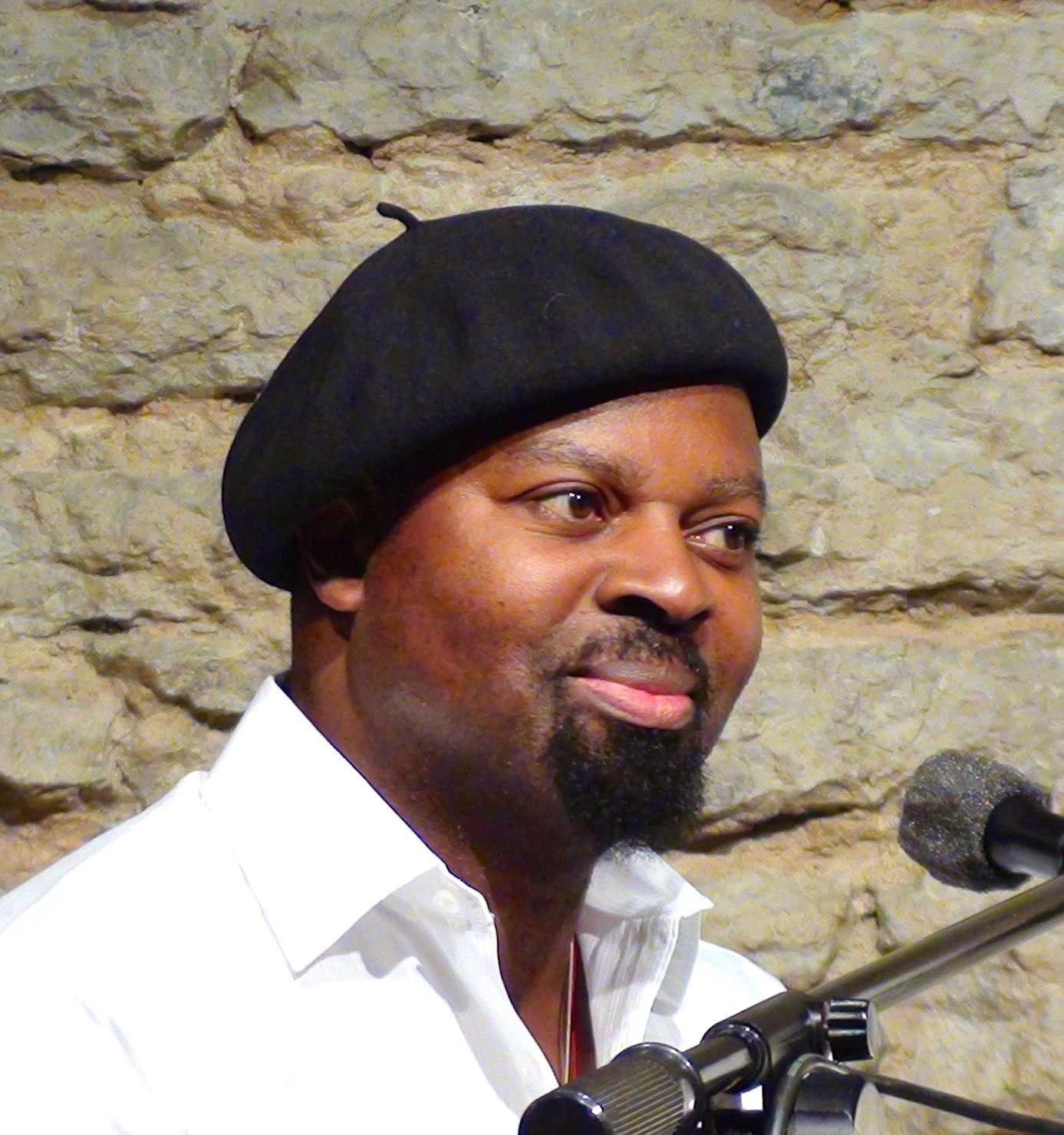
Ben Okri (* 1959)

- 1959: Ben Okri, nigerianischer Schriftsteller
- 1960: Ioan Andone, rumänischer Fußballspieler und -trainer
- 1960: Bertram Jesdinsky, deutscher Maler und Bildhauer
- 1961: Sabine Baeß, deutsche Eiskunstläuferin
- 1961: Piotr Grella-Możejko, polnischer Komponist
- 1961: Max Julen, Schweizer Skirennfahrer, Olympiasieger
- 1962ː Andrea Blaugrund Nevins, US-amerikanische Dokumentarfilmerin, Fernseh- und Filmregisseurin, Produzentin und Drehbuchautorin
- 1962: Sananda Maitreya, US-amerikanischer Sänger (Terence Trent D’Arby)
- 1962: Markus Merk, deutscher Zahnmediziner und Fußballschiedsrichter
- 1962: Leopoldo Serantes, philippinischer Boxer
- 1963: Bret Michaels, US-amerikanischer Sänger
- 1963: Sergio Vargas, dominikanischer Merenguesänger
- 1964: Fernando De Napoli, italienischer Fußballspieler
- 1964: Franck Dezoteux, französischer Unternehmer und Automobilrennfahrer
- 1964: Rockwell, US-amerikanischer R&B-Sänger
- 1965: Francisco Ribeiro, portugiesischer Musiker
- 1966: Johannes Steck, deutscher Schauspieler und Sprecher von Hörbüchern
- 1967: Julia Biedermann, deutsche Schauspielerin
- 1967: Naoko Takeuchi, japanische Mangaka (Sailor Moon)
- 1967: Claudine Wilde, deutsche Schauspielerin
- 1968: Sabrina Salerno, italienische Discosängerin
- 1968: Jon Ryan Schaffer, US-amerikanischer Musiker
- 1969: Monica Dolan, britische Schauspielerin
- 1969: Elvir Laković Laka, bosnischer Musiker
- 1969: Kim Raver, US-amerikanische Schauspielerin
- 1969: Sheila Wolf, deutscher Travestiekünstler
- 1970: Jochen Drees, deutscher Fußballschiedsrichter
- 1971: Ralf Bißdorf, deutscher Florettfechter
- 1972: Elio Aggiano, italienischer Radrennfahrer
- 1972: Mark Hoppus, US-amerikanischer Bassist und Sänger (Blink 182)
- 1972: Holger Stromberg, deutscher Küchenmeister, Fernsehkoch und Autor
- 1972: Michael Wherley, US-amerikanischer Ruderer
- 1973: Heiko Kleibrink, deutscher Tanzsportler
- 1974: Anders Andersson, schwedischer Fußballspieler
- 1974: Robert Fick, US-amerikanischer Baseballspieler
- 1974: Stéphane Rochon, kanadischer Freestyle-Skier

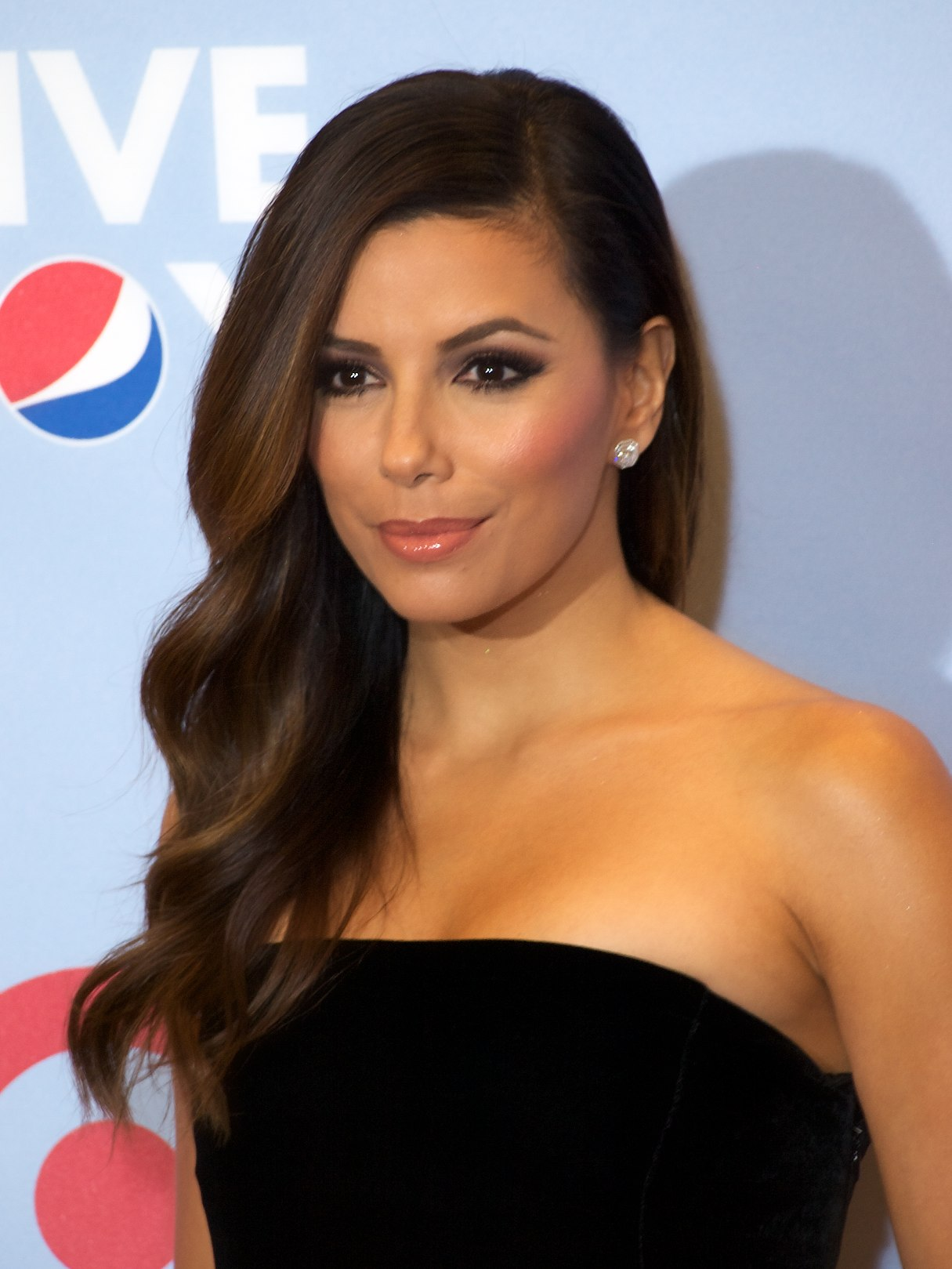
Eva Longoria (* 1975)

- 1975: Eva Longoria, US-amerikanische Schauspielerin
- 1975: Alexander Raytchev, bulgarischer Pianist und Komponist
- 1975: Wesselin Topalow, bulgarischer Schachspieler
- 1975: Darcy Tucker, kanadischer Eishockeyspieler
- 1975: Will.i.am, US-amerikanischer Rapper

#### 1976–2000
- 1976: Claudia Uhle, deutsche Sängerin
- 1978: Anna von Bayern, deutsche Journalistin und Autorin
- 1978: Brahim Hemdani, algerischer Fußballspieler
- 1979: Céline Amaudruz, Schweizer Politikerin
- 1979: Pollyanna McIntosh, britische Schauspielerin
- 1980: Ola Afolabi, britischer Boxer
- 1980: Shelley-Ann Brown, kanadische Bobsportlerin
- 1980: Kang Ye-won, südkoreanische Schauspielerin
- 1980: Camilla Renschke, deutsche Schauspielerin
- 1980: Mathias Wecxsteen, französischer Freestyle-Skier
- 1981: Gaby Ahrens, namibische Sportschützin
- 1981: Young Buck, US-amerikanischer Rapper
- 1981: Mikael Forssell, finnischer Fußballspieler
- 1981: Brice Guyart, französischer Florettfechter
- 1981: Tamás Hajnal, ungarischer Fußballspieler
- 1981: Judith Hoersch, deutsche Schauspielerin
- 1982: Georg Huber, deutscher Autor
- 1982: Björn Wiegers, deutscher Handballspieler
- 1983: Djelaludin Sharityar, afghanisch-deutscher Fußballspieler
- 1983: Jessica Wittner, US-amerikanische Raumfahrtanwärterin und Pilotin
- 1984: Yves Grafenhorst, deutscher Handballspieler
- 1984: Olivier Jean, kanadischer Shorttracker
- 1984: Medhi Lacen, algerischer Fußballspieler
- 1984: Roi Sánchez, spanischer Handballtrainer

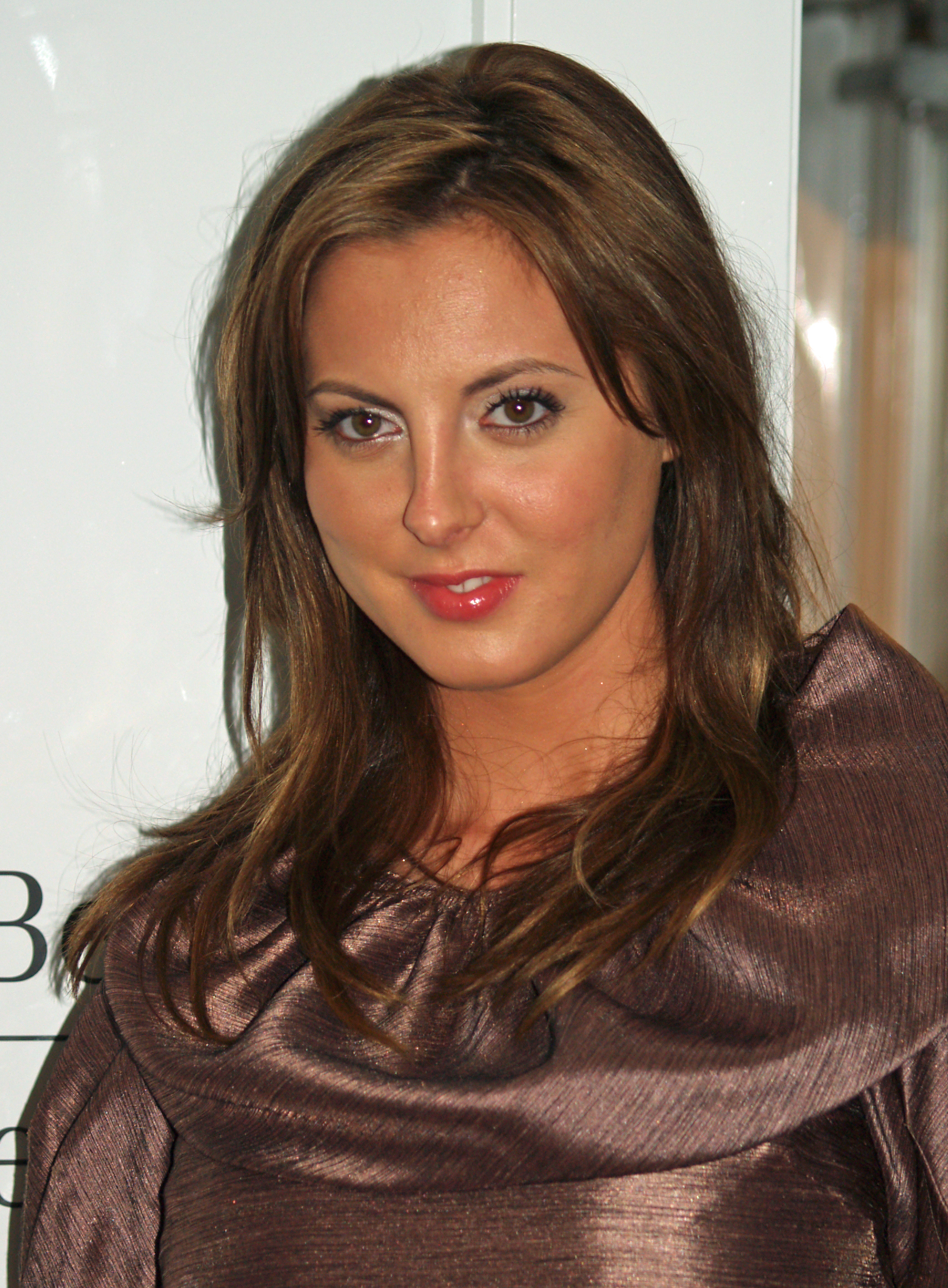
Eva Amurri (* 1985)

- 1985: Eva Amurri, US-amerikanische Schauspielerin
- 1985: Antti-Matias Antero Autti, finnischer Snowboarder
- 1985: Tom Chilton, britischer Automobilrennfahrer
- 1985: Kellan Lutz, US-amerikanischer Schauspieler
- 1986: Simone Aresti, italienischer Fußballtorwart
- 1986: Jai Courtney, australischer Schauspieler
- 1986: Annette Lober, deutsche Schauspielerin und Drehbuchautorin
- 1987: Juliane Höfler, deutsche Fußballspielerin
- 1987: Sameh Sidhom, ägyptischer Dreibandspieler
- 1987: Ivan Vargić, kroatischer Fußballtorwart

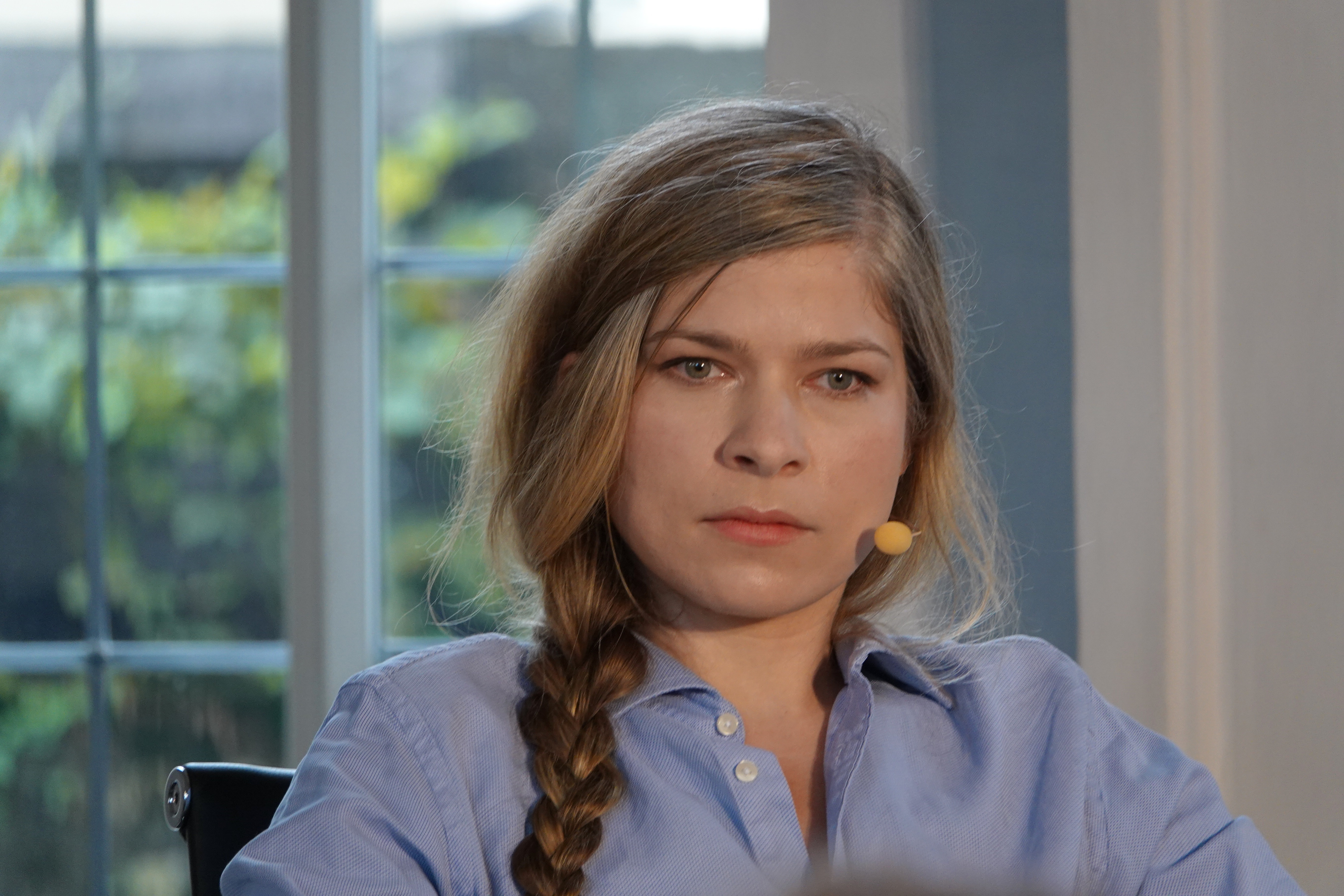
Nele Pollatschek (* 1988)

- 1988: Nele Pollatschek, deutsche Schriftstellerin und Publizistin
- 1988: Alexander Sims, britischer Automobilrennfahrer
- 1989: Maximilian Pekrul, deutscher Schauspieler
- 1989: Nicole Schmidhofer, österreichische Skirennläuferin
- 1990: Tavon Wesley Austin, US-amerikanischer American-Football-Spieler
- 1990: Dragana Cvijić, serbische Handballspielerin
- 1990: Thomas Stielner, deutscher Schauspieler
- 1991: Emrecan Afacanoğlu, türkischer Fußballspieler
- 1991: Xavier Henry, belgischer Basketballspieler
- 1991: Vincent Krüger, deutscher Schauspieler
- 1991: Kevin Müller, deutscher Fußballspieler
- 1993: Alia Bhatt, indische Schauspielerin
- 1993: Paul Pogba, französischer Fußballspieler
- 1994: Nijel Amos, botswanischer Mittelstreckenläufer
- 1995: Pedro Barros, brasilianischer Skateboarder
- 1996: Lukas Hasler, österreichischer Konzertorganist
- 1996: Matias Lassen, dänischer Eishockeyspieler
- 1996: Levin Öztunali, deutscher Fußballspieler
- 1997: Franziska Gritsch, österreichische Skirennläuferin
- 1997: Fiona Hauser, österreichische Schauspielerin
- 1997: Nima Mirkhoshhal, deutscher Pianist
- 1998: Jana Feldkamp, deutsche Fußballspielerin
- 1999: Jack Alcott, US-amerikanischer Schauspieler
- 1999: Ciarán Teehan, irischer Dartspieler
- 1999: Andreas Warmbrunn, deutscher Schauspieler

### 21. Jahrhundert
- 2002: Belen Gettwart, deutsche Handballspielerin
- 2005: Nika Prevc, slowenischer Skispringerin
- 2006: Alexandra Glaskowa, russische Freestyle-Skierin

## Gestorben

### Vor dem 16. Jahrhundert
- 0044 v. Chr.: Gaius Iulius Caesar, römischer Staatsmann, Feldherr und Autor, Prokonsul, Konsul, Diktator
- 0220: Cao Cao, chinesischer Kriegsherr und Politiker
- 0405: Richū, japanischer Kaiser
- 0539: Senka, japanischer Kaiser
- 0752: Zacharias, Papst
- 0963: Romanos II., Kaiser von Byzanz
- 0991: Siegfried I., Graf von Walbeck und im Möckerngau
- 1040: Engelbert IV., Graf im Norital sowie im Pustertal
- 1087: Richilde, Gräfin von Hennegau und Regentin von Flandern
- 1088: Bernhard von Konstanz, Gelehrter und Publizist
- 1112: Lutold von Znaim, Herzog von Mähren
- 1124: Ernulf, Bischof von Rochester
- 1130: Udo IV. von Stade, Markgraf der Nordmark

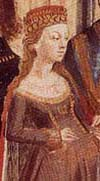
Isabella von Hennegau († 1190)

- 1190: Isabella von Hennegau, Königin von Frankreich
- 1206: Muhammad von Ghur, Herrscher über das zentralafghanische Ghuridenreich
- 1292: Thomas II., Bischof von Breslau
- 1311: Walter V., Graf von Brienne, Lecce und Conversano, Herzog von Athen
- 1331: Johannes von Köln, Dombaumeister am Kölner Dom
- 1387: Ludwig von Hanau, Domherr in den Diözesen Speyer und Würzburg
- 1392: Eberhard II., Graf von Württemberg
- 1455: Botho der Ältere zu Stolberg, Graf von Stolberg und Graf von Wernigerode
- 1474: Heinrich II. von Borsselen, Generalrentmeister von Seeland
- 1492: Dietrich IV. von Schönberg, Rektor der Universität Leipzig und Bischof von Naumburg
- 1494: Lambert Grimaldi, Herr von Monaco

### 16. und 17. Jahrhundert
- 1511: Georg von Gemmingen, katholischer Priester, Domherr in Worms und Speyer, sowie Generalvikar des Bistums Speyer
- 1521: Johann II., Herzog von Kleve und Graf von der Mark
- 1535: Heinrich III. Bockholt, Bischof von Lübeck
- 1536: Makbul Ibrahim Pascha, Großwesir des Osmanischen Reiches
- 1547: Jakob Otter, deutscher reformierter Theologe und Reformator
- 1581: Luís de Ataíde, portugiesischer Adliger und Militär
- 1582: Elisabeth von Hessen, Kurfürstin von der Pfalz

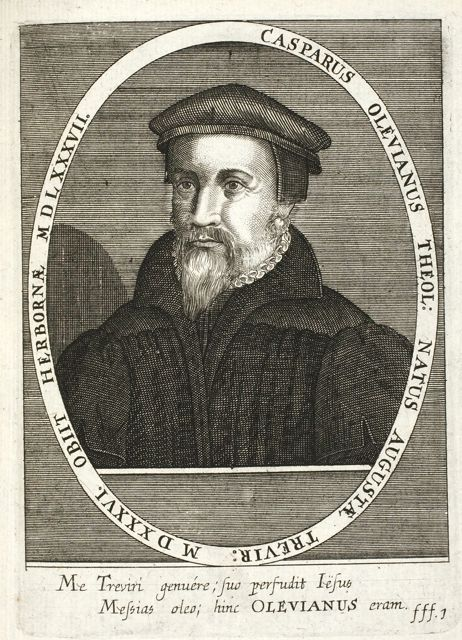
Caspar Olevian († 1587)

- 1587: Caspar Olevian, deutscher Reformator
- 1594: Casiodoro de Reina, spanischer evangelischer Theologe
- 1595: Vincenzo Gaggini, sizilianischer Bildhauer
- 1606: Balthasar von Dernbach, Fürstabt von Fulda
- 1632: Moritz von Hessen-Kassel, deutscher Fürst
- 1644: Luise Juliana von Oranien-Nassau, Kurfürstin von der Pfalz
- 1653: Pietro Maino Maderno, Schweizer Bildhauer, nobilitierter kaiserlicher Hofbildhauer in Österreich
- 1659: Ádám Batthyány, ungarischer Adliger und General
- 1660: Luise von Marillac, französische Ordensgründerin der Vinzentinerinnen
- 1662: Andreas Kunad, deutscher Pädagoge und lutherischer Theologe
- 1663: John Campbell, 1. Earl of Loudoun, schottischer Adliger
- 1665: Christian Ludwig, Herzog von Lüneburg
- 1665: John Endecott, englischer Puritaner, Gouverneur der Massachusetts Bay Colony
- 1672: Ernst Odowalsky, Militär im Dreißigjährigen Krieg
- 1673: Salvator Rosa, italienischer Maler
- 1677: Evaristo Baschenis, italienischer Maler
- 1690: Franz Adolph Wilhelm, Graf von Rietberg, Domherr in Köln, Paderborn und Straßburg
- 1691: Anna Salome von Manderscheid-Blankenheim, Fürstäbtissin von Essen

### 18. Jahrhundert
- 1701: Joachim von Ahlefeldt, Amtmann und Landrat von Cismar
- 1709: James Thynne, englischer Politiker
- 1710: Gottfried Hammerich, Abt des Klosters Oberzell
- 1713: Philipp Müller, deutscher lutherischer Theologe
- 1716: Franz Ferdinand von Rummel, Fürstbischof von Wien
- 1718: Ferdinand von Fürstenberg, Obriststallmeister des Hochstifts Paderborn sowie Erbdrost verschiedener Ämter im Herzogtum Westfalen
- 1721: Louise zu Mecklenburg, Königin von Dänemark und Norwegen
- 1723: Johann Christian Günther, deutscher Dichter
- 1724: Maria Johanna von Savoyen, Herzogin von Savoyen, Gräfin von Genf und Regentin
- 1728: Anna Petrowna, russische Prinzessin, Herzogin von Schleswig-Holstein-Gottorf, Tochter von Zar Peter I. und Mutter von Zar Peter III.
- 1729: Elisabeth Eleonore von Braunschweig-Wolfenbüttel, Herzogin von Sachsen-Meiningen
- 1733: Daniel Nebel, deutscher Mediziner, Apotheker und Botaniker
- 1737: Edmunda Maria von Dietrichstein-Nikolsburg, Fürstin von Liechtenstein
- 1745: Michel de La Barre, französischer Flötist und Komponist
- 1749: Alexander Iwanowitsch Rumjanzew, russischer General
- 1750: David Schatz, sächsischer Architekt und Hofbaumeister
- 1751: Engelbrecht Brasche, Lübecker Kaufmann und Ratsherr
- 1752: Balthasar von Ahlefeldt, Herr der Adligen Güter Lindau und Neudorf sowie Generalleutnant und Kommandant von Glückstadt
- 1764: William Ellery (Vizegouverneur), britischer Händler, Jurist und Politiker
- 1767: Johann Carl Sigmund Haussdörffer, württembergischer Orgelbauer
- 1767: Johann Georg Schmidt, deutscher Kupferstecher
- 1769: Franz Leonhard Roth, Bürgermeister von Heilbronn
- 1774: Johann Ernst Faber, deutscher Hochschullehrer
- 1778: Jean Henri Desmercières, dänischer Bankier
- 1789: Johann Friedrich Rehkopf, deutscher Geistlicher und Hochschullehrer
- 1792: Johann Nikolaus Möckert, deutscher Jurist und Hochschullehrer
- 1793: Florian Reichssiegel, österreichischer Schriftsteller

### 19. Jahrhundert
- 1805: Stanisław Szczęsny Potocki, polnischer Magnat
- 1818: Karel Postl, böhmischer Veduten- und Landschaftsmaler, Zeichner und Grafiker des Klassizismus
- 1820: Klemens Maria Hofbauer, österreichischer Bäcker, Priester, Prediger und Mitglied des Ordens der Redemptoristen, Stadtpatron Wiens
- 1822: Anton Adner, bayrischer Hausierer und mit 117 Jahren der älteste bekannte Bayer
- 1824: Carl Poppo Fröbel, deutscher Pädagoge und Buchdrucker

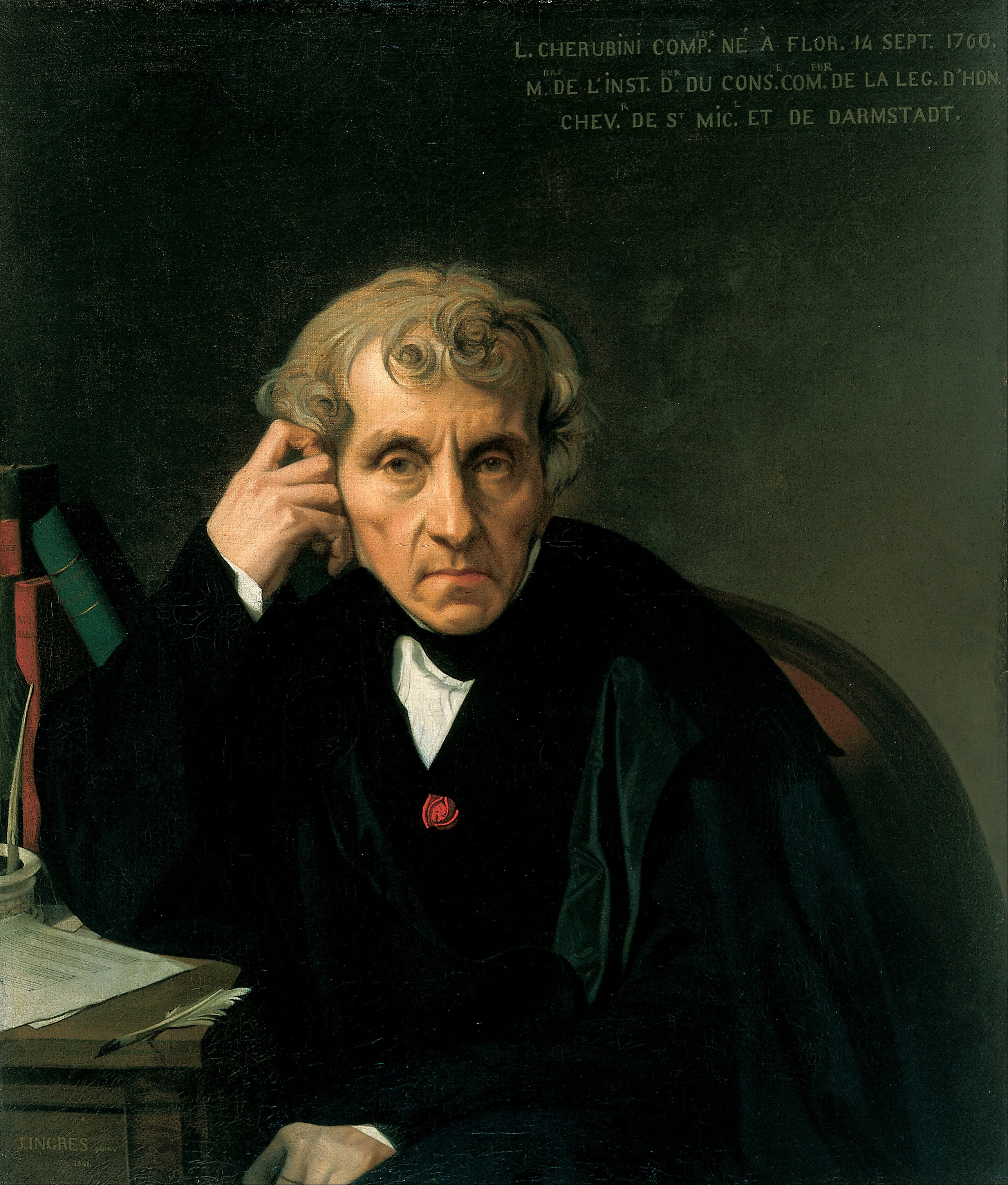
Luigi Cherubini († 1842)

- 1842: Luigi Cherubini, italienischer Komponist
- 1844: Carl Friedrich Ballhorn der Jüngere, preußischer Jurist und Beamter
- 1846: Elisabeth von Adlerflycht, deutsche Malerin und Erfinderin des Rheinpanoramas (Relief-Panorama)
- 1853: Giovanni Ricordi, italienischer Musikverleger
- 1855: Joseph von Laßberg, deutscher Germanist und Schriftsteller
- 1855: Johann Jacob Wehrli, Schweizer Pädagoge
- 1859: Adelaide Tosi, italienische Opernsängerin
- 1862: Benedicta Riepp, deutsche Benediktinerin
- 1862: Henry Scheffer, französischer Maler
- 1863: Adolph von Wrede, deutscher Arabienforscher
- 1869: Lorenzo Quaglio II, deutscher Maler und Lithograf des deutschen Biedermeier
- 1870: Matthäus Friedrich Chemnitz, deutscher Dichterjurist, schrieb den Text für das Schleswig-Holstein-Lied
- 1874: Felician Martin von Zaremba, russischer Diplomat, Prediger und Missionar
- 1880: Johan Karel Jakob de Jonge, niederländischer Historiker
- 1884: Ernst Behm, deutscher Schriftsteller
- 1886: George Michael Hahn, US-amerikanischer Politiker
- 1886: Edward Tuckerman, amerikanischer Botaniker und Flechtenkundler
- 1891: Josef Chmelíček, tschechischer Zisterzienserpater, Theologe, Organist und Komponist
- 1897: James Joseph Sylvester, britischer Mathematiker
- 1898: Henry Bessemer, britischer Ingenieur und Erfinder
- 1900: Elwin Bruno Christoffel, deutscher Mathematiker

### 20. Jahrhundert

#### 1901–1950
- 1903: Gustav Radde, deutscher Geograf und Naturforscher
- 1905: Amalie Skram, norwegisch-dänische Schriftstellerin und Frauenrechtlerin
- 1911: William D. Bloxham, US-amerikanischer Politiker
- 1912: Cesare Arzelà, italienischer Mathematiker
- 1915: Placidus Riccardi, italienischer Mönch
- 1917ː Louise Kellberg, deutsche Opernsängerin (Sopran)
- 1917: Paul Puget, französischer Komponist
- 1917: Kristofer Randers, norwegischer Schriftsteller
- 1918: Lili Boulanger, französische Komponistin
- 1918: José White Lafitte, kubanischer Geiger und Komponist
- 1920: Rudolf Berthold, deutscher Jagdflieger im Ersten Weltkrieg, Freikorpsführer, Teilnehmer am Kapp-Putsch
- 1920: Edmund Reitter, deutscher Entomologe, Schriftsteller und Kaufmann
- 1921: Talât Pascha, Großwesir des Osmanischen Reiches, Führer der Jungtürken
- 1921: Caroline Weldon, schweizerisch-amerikanische Künstlerin, Bürgerrechtlerin und Vertraute von Sitting Bull
- 1926: Sofie von Suppè, Franz von Suppès Gattin sowie als dessen Nachlassverwalterin Museumsgründerin und Mäzenin.
- 1929: Johann Heinrich Bühler-Honegger, Schweizer Industrieller und Politiker
- 1929: Pinetop Smith, US-amerikanischer Jazz-Pianist
- 1933: John Quincy Adams, österreichischer Maler
- 1936: John Scott Haldane, britischer Physiologe
- 1937: H. P. Lovecraft, US-amerikanischer Schriftsteller
- 1938: Nikolai Iwanowitsch Bucharin, sowjetischer Politiker, Ökonom, marxistischer Theoretiker und Philosoph
- 1938: Fayzulla Xoʻjayev, usbekischer Politiker
- 1940: Christian Aigens, dänischer Künstler
- 1940: Robert Leffler, deutscher Sänger, Schauspieler und Regisseur

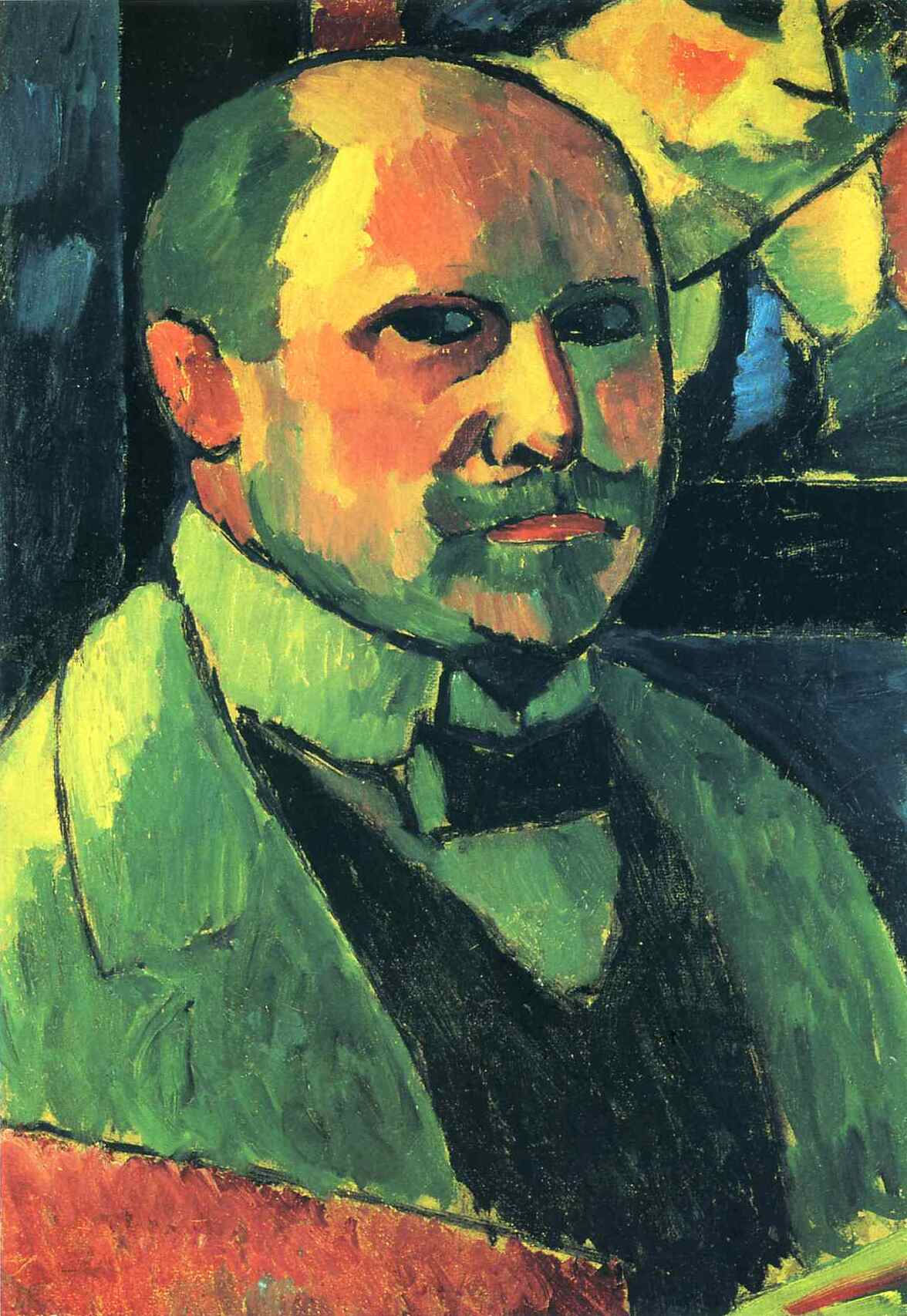
Alexej von Jawlensky († 1941)

- 1941: Alexej von Jawlensky, russisch-deutscher Maler des Expressionismus im Umfeld des Blauen Reiters
- 1943: Konrad Hahm, deutscher Volkskundler
- 1943: Betty Nansen, dänische Schauspielerin, Theaterleiterin und Regisseurin
- 1943: Karl Schönherr, österreichischer Dramatiker
- 1944: Christian Albers, Bremer Jurist und Politiker
- 1944: Wilhelm Erbt, Antisemit, Theologe, Pfarrer und Schulleiter
- 1944: Karl Mühlberger, österreichischer Dirigent und Komponist
- 1944: Marija Wassiljewna Oktjabrskaja, sowjetische Panzerfahrerin
- 1944: John Bertram Peterson, US-amerikanischer Geistlicher, römisch-katholischer Bischof von Manchester
- 1944: Hinrich Schuldt, deutscher SS-Führer im Zweiten Weltkrieg
- 1944: Chlodwig Ullersperger, deutscher Verwaltungsbeamter
- 1945: Pierre Drieu la Rochelle, französischer Schriftsteller
- 1945: Johannes van der Vegte, niederländischer Ruderer
- 1945: Henry Victor, britisch-amerikanischer Schauspieler
- 1950: Josef Andre, deutscher Politiker
- 1950: Alice Blackwell, US-amerikanische Journalistin und Frauenrechtlerin
- 1950: Luise Fleck, österreichische Filmregisseurin

#### 1951–2000
- 1952: Wilhelm Burger, deutscher Priester und Autor, Weihbischof in Freiburg
- 1956: Ernst Rüdiger Starhemberg, österreichischer Politiker, Abgeordneter zum Nationalrat, mehrfacher Minister
- 1958: Kubo Sakae, japanischer Dramatiker
- 1958: Albert Steeger, deutscher Universalgelehrter
- 1959: Lester Young, US-amerikanischer Tenorsaxophonist
- 1961: Akiba Rubinstein, polnischer Schachspieler

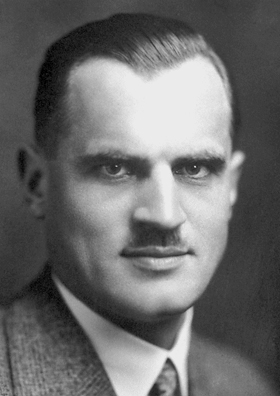
Arthur Holly Compton († 1962)

- 1962: Arthur Holly Compton, US-amerikanischer Physiker, Nobelpreisträger
- 1962: Mouloud Feraoun, algerischer Schriftsteller
- 1962: Franz Weselik, deutscher Fußballspieler
- 1963: William Adams, englischer Fußballspieler
- 1963: Claus Clauberg, deutscher Musiker, Musikpädagoge und Komponist
- 1965: Willard Motley, US-amerikanischer Schriftsteller
- 1966: Grete Weiskopf, deutsche Kinderbuchautorin
- 1967: Manfred Aron, deutsch-US-amerikanischer Industrieller
- 1968: Khuang Aphaiwong, thailändischer Politiker, Premierminister
- 1969: Miles Malleson, britischer Schauspieler und Drehbuchautor
- 1970: Arthur Adamov, französischer Schriftsteller und Dramatiker
- 1970: Josef Martin Bauer, deutscher Schriftsteller
- 1970: Tarjei Vesaas, norwegischer Schriftsteller
- 1971: Franz Felbringer, österreichischer Politiker
- 1971: Bum Krüger, deutscher Schauspieler
- 1972: Philipp Lersch, deutscher Psychologe
- 1974: Paul Grupp, deutscher Kameramann
- 1975: John H. Auer, US-amerikanischer Regisseur und Produzent
- 1975: Aristoteles Onassis, griechischer Reeder
- 1976: Georg von Albrecht, russisch-deutscher Pianist, Komponist und Hochschullehrer
- 1976: Albertas Vesčiūnas, litauischer Maler und Graphiker
- 1977: Hubert Aquin, kanadischer Schriftsteller
- 1977: Fritz Lamm, deutscher Sozialist
- 1977: Marg Moll, deutsche Bildhauerin, Malerin und Autorin
- 1978: Hans Gerig, deutscher Musikverleger
- 1979: Lucien N. Andriot, französischer Kameramann
- 1979: Sheila Henig, kanadische Pianistin und Sängerin
- 1979: Emilijan Stanew, bulgarischer Schriftsteller
- 1980: Gerald Abrahams, britischer Schachspieler, -komponist und Autor vorwiegend juristischer und schachspezifischer Bücher
- 1981: René Clair, französischer Regisseur
- 1981: Horiguchi Daigaku, japanischer Schriftsteller und Übersetzer
- 1983: Baz Bastien, kanadischer Eishockeyspieler, -trainer und -funktionär

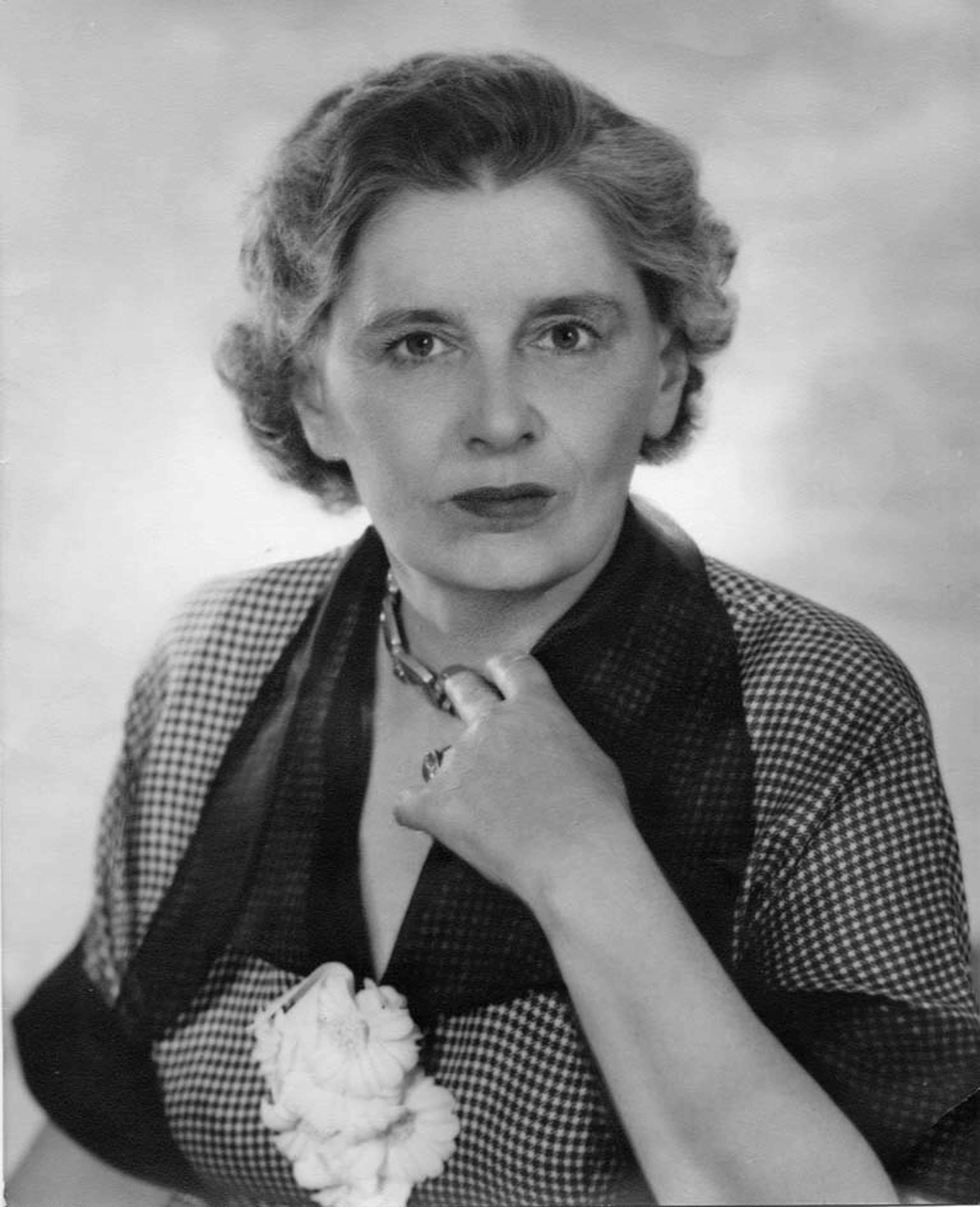
Rebecca West († 1983)

- 1983: Rebecca West, britische Schriftstellerin und Journalistin
- 1985: Emmy Meyer-Laule, deutsche Politikerin, MdB
- 1986: Irina Asmus, sowjetische Schauspielerin und Zirkusdarstellerin
- 1988: Peter Lühr, deutscher Schauspieler
- 1989: Manlio Di Rosa, italienischer Fechter
- 1991: Bud Freeman, US-amerikanischer Tenor-Saxophonist
- 1991: Robert Hill, britischer Biochemiker
- 1991: Gerd Völs, deutscher Ruderer
- 1993: Ricardo Manuel Arias Espinoza, panamaischer Politiker, Minister, Staatspräsident
- 1993: Karl Mai, deutscher Fußballspieler
- 1994: Jürgen von Manger, deutscher Schauspieler, literarischer Kabarettist und Komiker
- 1994: Rino Tami, Schweizer Architekt
- 1995: Wolfgang Harich, deutscher Philosoph und Journalist in der DDR
- 1996: Wolfgang Koeppen, deutscher Schriftsteller (Trilogie des Scheiterns)
- 1997: Hans Fräbel, deutscher Motorradrennfahrer
- 2000: Idris Abdul Wakil, tansanischer Politiker, Präsident von Sansibar

### 21. Jahrhundert
- 2002: Wolfgang Triebel, deutscher Architekt und Hochschullehrer
- 2004: Peter Basch, österreichischer Fotograf
- 2004: John Anthony Pople, britischer Mathematiker und Chemiker, Nobelpreisträger
- 2004: Sigrid Wegner-Korfes, deutsche Historikerin
- 2005: Don Durant, US-amerikanischer Schauspieler und Sänger
- 2005: Eduard Josef Gübelin, Schweizer Pionier der Edelsteinforschung
- 2006: Heinz Sarkowski, deutscher Buchhistoriker
- 2006: Dick Wildung, US-amerikanischer American-Football-Spieler
- 2007: Fleurette Beauchamp-Huppé, kanadische Pianistin, Musikpädagogin und Sängerin
- 2007: Karl Herbolzheimer, deutscher Handballspieler, Weltmeister

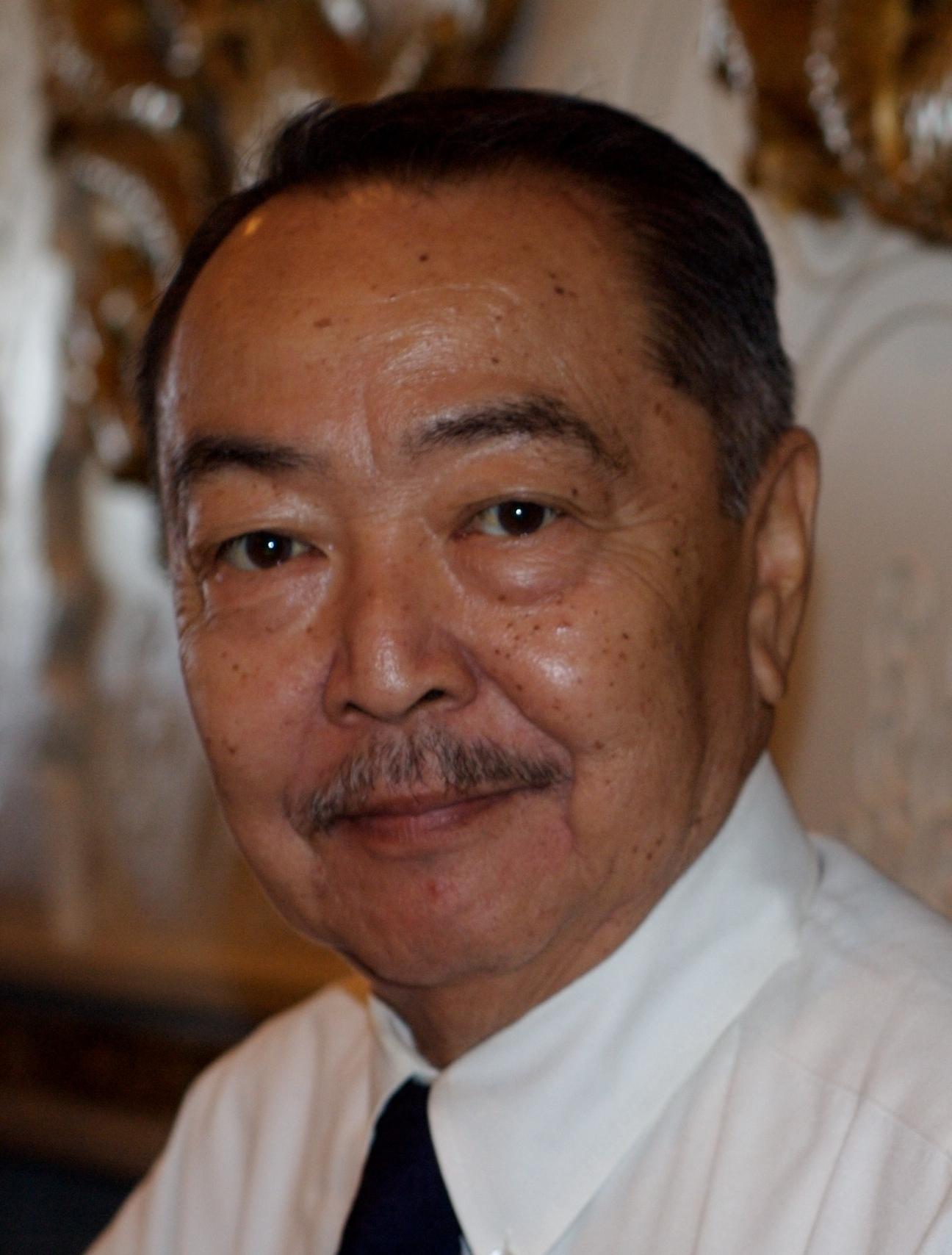
Richard Aoki († 2009)

- 2009: Richard Aoki, US-amerikanischer Bürgerrechtler
- 2009: Edmund Hockridge, kanadischer Sänger
- 2009: Ron Silver, US-amerikanischer Schauspieler
- 2011: Nate Dogg, US-amerikanischer R&B-Sänger, -Musiker und Rapper
- 2011: Yakov Kreizberg, US-amerikanischer Dirigent
- 2013: Anton Albertus Herman Kassenaar, niederländischer Biochemiker
- 2012: Lily Garáfulic, chilenische Bildhauerin
- 2015: Antonio Betancort, spanischer Fußballspieler
- 2015: Grzegorz Moryciński, polnischer Maler
- 2015: Mike Porcaro, US-amerikanischer Bassist (Toto)
- 2016: Asa Briggs, britischer Historiker
- 2016: Rolf-Gunter Dienst, deutscher Maler und Publizist
- 2016: Hans Krollmann, deutscher Jurist und Politiker, MdL, Landesminister
- 2017: Imre Dimény, ungarischer Agrarwissenschaftler und Politiker, Minister
- 2018: Erwin C. Dietrich, Schweizer Filmschaffender und Schauspieler
- 2018: Franz Oberwinkler, deutscher Mykologe und Botaniker
- 2019: Okwui Enwezor, nigerianischer Kurator
- 2019: W. S. Merwin, US-amerikanischer Schriftsteller und Übersetzer
- 2020: Vittorio Gregotti, italienischer Architekt
- 2021: Yaphet Kotto, US-amerikanischer Schauspieler
- 2022: Joan McLagan, kanadische Schwimmerin
- 2022: Nina Novak, polnisch-venezolanische Primaballerina, Choreografin, Ballettdirektorin und Tanzlehrerin
- 2023: Ron Cooper, britischer Boxer
- 2023: Siegfried Schulte, deutscher Komponist
- 2023: Antje Vollmer, deutsche Politikerin, Vizepräsidentin des Deutschen Bundestages
- 2024: Hans Blum, deutscher Komponist und Sänger
- 2025: Peter Bichsel, Schweizer Schriftsteller
- 2025ː Doris Fitschen, deutsche Fußballspielerin
- 2025ː Nita Lowey, US-amerikanische Politikerin

## Feier-, Gedenk- und Aktionstage
- Kirchliche Gedenktage
  - Hl. Klemens Maria Hofbauer, österreichischer Prediger und Schutzpatron (katholisch)
  - Caspar Olevian, deutscher Theologe und Reformator (evangelisch)
- Namenstage
  - Luise
- Staatliche Feier- und Gedenktage
  - Ungarn: Märzrevolution 1848
  - Japan: Hōnen-Matsuri
- Aktionstage
  - Weltverbrauchertag
  - Internationaler Tag zur Bekämpfung von Islamophobie

Weitere Einträge enthält die Liste von Gedenk- und Aktionstagen.